# Dubai (oraș)
Dubai este cel mai populat oraș din Emiratele Arabe Unite și capitala Emiratului Dubai, cel mai dens populat dintre cele șapte emirate ale țării. Orașul are o populație de aproximativ 3,79 milioane (în 2024), peste 90% dintre locuitori fiind expatriați.
Începând cu începutul secolului al XX-lea, Dubai s-a dezvoltat într-un important hub regional și internațional de comerț, punând accent pe turism și lux. Economia sa se bazează pe venituri din comerț, turism, aviație, imobiliare și servicii financiare. Veniturile din petrol au accelerat dezvoltarea orașului, însă producția de petrol a contribuit cu mai puțin de 1% la PIB-ul emiratului în 2018. Datorită secretului financiar, taxelor reduse și proprietăților imobiliare valoroase, Dubai este o destinație atrăgătoare pentru spălarea de bani, infractori, politicieni corupți și oameni de afaceri supuși sancțiunilor.
Dubai găzduiește al doilea cel mai mare număr de hoteluri de cinci stele din lume și cea mai înaltă clădire din lume, Burj Khalifa, care are 828 de metri. Situat în partea estică a Peninsulei Arabice, pe coasta Golfului Persic, Dubai este un important nod global de transport pentru pasageri și mărfuri. În 2023, Dubai a fost al treilea cel mai vizitat oraș din lume.

## Etimologie
S-au propus multe teorii cu privire la originea cuvântului „Dubai”. O teorie sugerează că termenul a fost folosit pentru a desemna souq-ul (piața) din Ba. Un proverb arab spune „Daba Dubai” (în arabă: دبا دبي), care înseamnă „Au venit cu mulți bani”.
Conform lui Fedel Handhal, un cercetător al istoriei și culturii EAU, cuvântul „Dubai” ar putea proveni din termenul „dabba” (în arabă: دب), o formă de trecut derivată din „yadibbu” (în arabă: يدب), care înseamnă „a se târî”, referindu-se la curgerea lentă a pârâului Dubai spre interior.
Poetul și savantul Ahmad Mohammad Obaid leagă originea cuvântului de același termen, dar într-un sens alternativ, „pui de lăcustă” (în arabă: جراد), datorită abundenței de lăcuste din zonă înainte de a fi locuită.

## Istorie

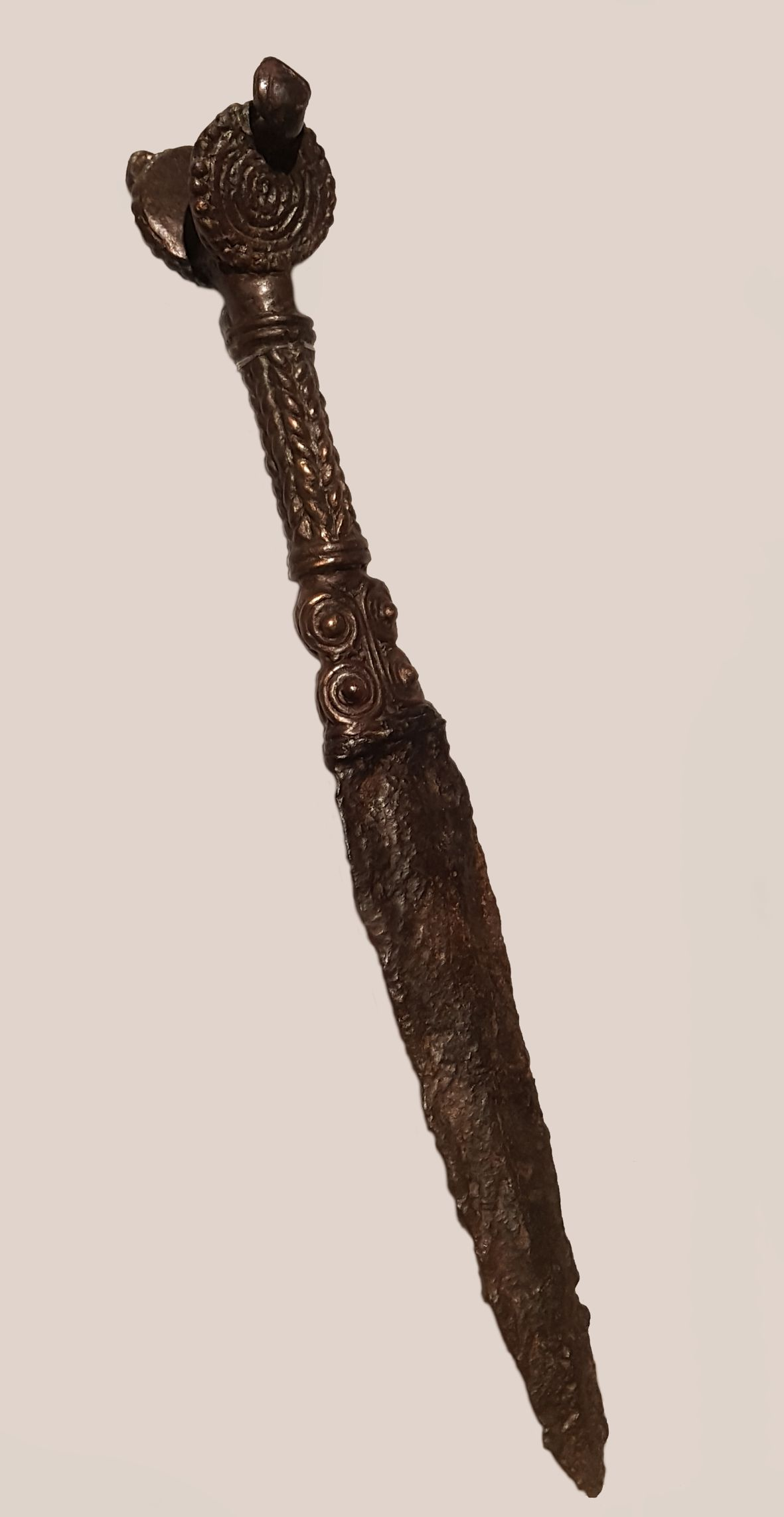
Pumnal din aliaj de bronz și fier, găsit în situl arheologic Saruq Al Hadid (1100 î.Hr.)

Istoria așezărilor umane din zona definită astăzi de Emiratele Arabe Unite este complexă și extinsă. Aceasta indică legături comerciale vaste între civilizațiile din Valea Indusului și Mesopotamia și chiar până în Levant. Descoperirile arheologice din emiratul Dubai, în special la Al-Ashoosh, Al Sufouh și impresionantul tezaur de la Saruq Al Hadid, arată prezența așezărilor umane pe parcursul perioadelor Ubaid și Hafit, perioadelor Umm Al Nar și Wadi Suq și în cele trei epoci ale fierului din EAU. Zona era cunoscută de sumerieni sub numele de Magan și era o sursă de bunuri metalice, în special Cupru și Bronz.
Zona a fost acoperită de nisip în urmă cu aproximativ 5.000 de ani, pe măsură ce coasta s-a retras spre interior, devenind parte a actualei linii de coastă a orașului. Ceramica pre-islamică datând din secolele III și IV a fost descoperită în regiune. Înainte de introducerea islamului în zonă, oamenii de aici venerau zeul Bajir (sau Bajar). După răspândirea islamului, califul omeyad din lumea islamică orientală a cucerit sud-estul Arabiei și i-a alungat pe sasanizi. Săpăturile efectuate de Muzeul Dubai în regiunea Al-Jumayra (Jumeirah) au scos la iveală mai multe artefacte din perioada omeyadă.
O mențiune timpurie despre Dubai, datând din anul 1095, apare în Cartea de Geografie scrisă de geograful andaluz-arab Abu Abdullah al-Bakri. Negustorul venețian de perle Gasparo Balbi a vizitat zona în 1580 și a menționat Dubaiul (Dibei) pentru industria sa de perle.

### Înființarea Dubaiului modern

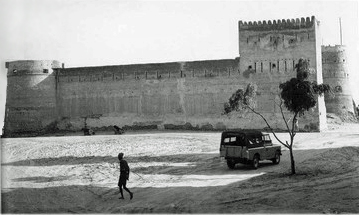
Fortul Al Fahidi în anii 1950

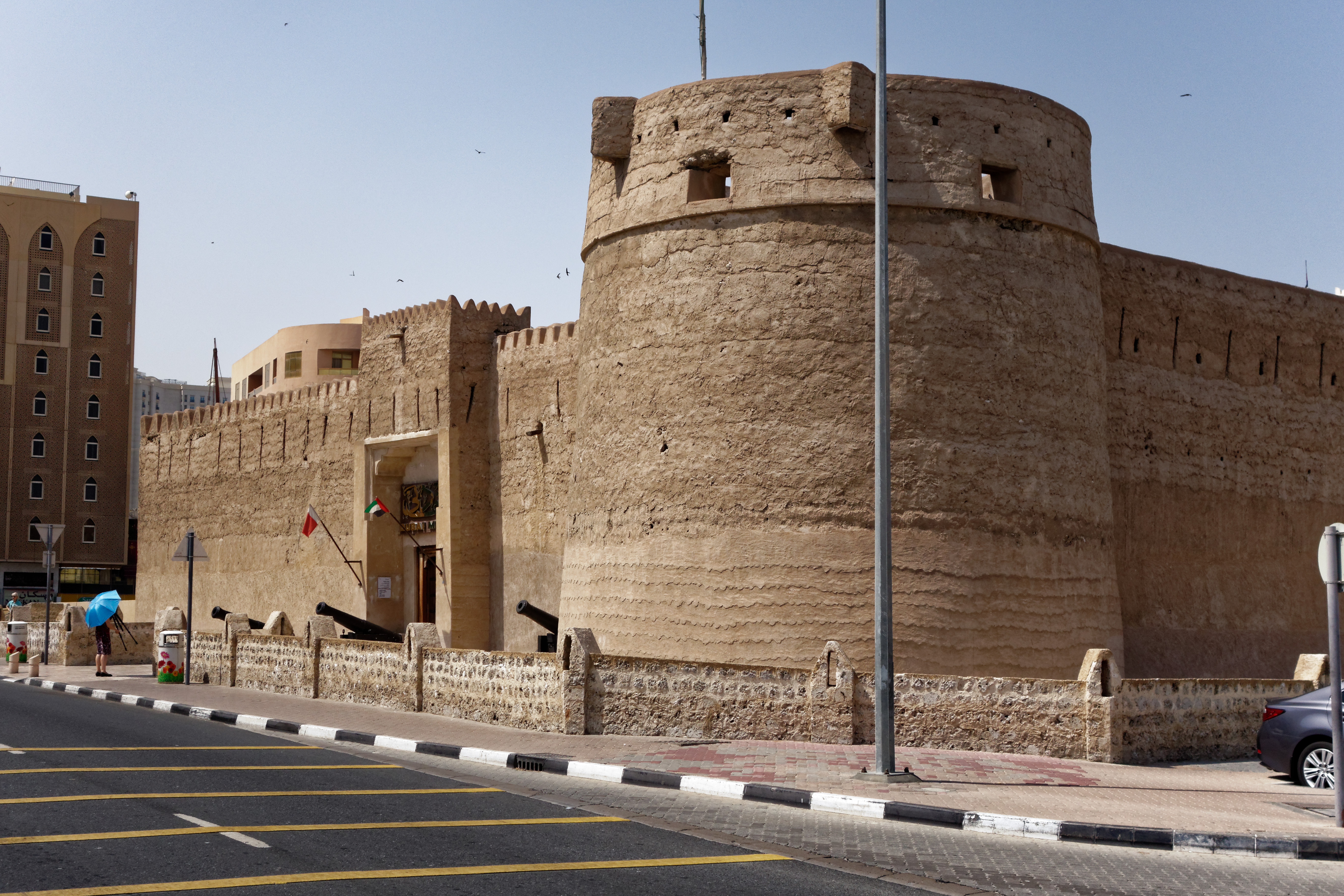
Fortul Al Fahidi, construit în 1787, găzduiește Muzeul Dubai.

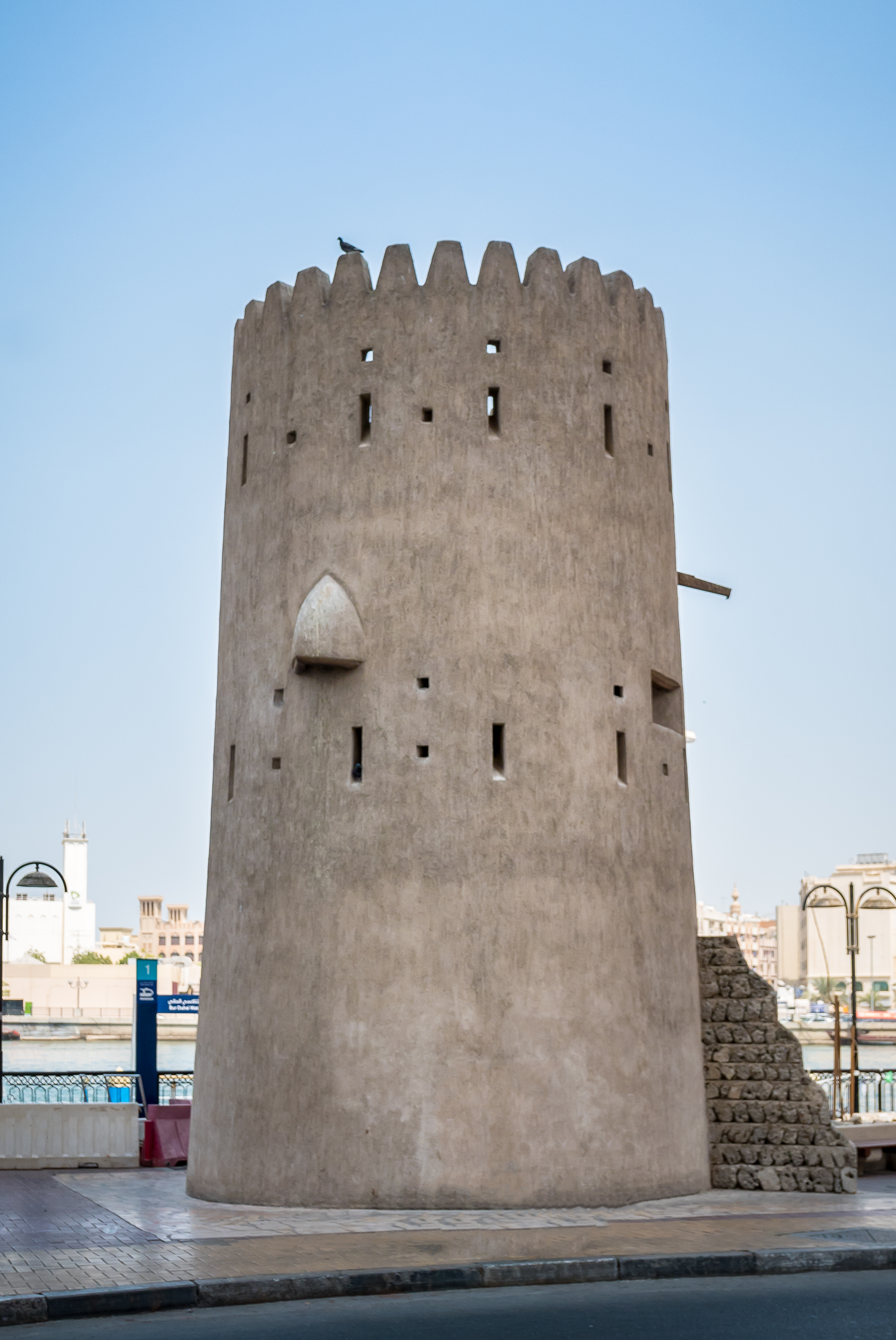
Un turn de veghe în Bur Dubai, c. secolul al XIX-lea

Se crede că Dubai a fost fondat ca un sat de pescari la începutul secolului al XVIII-lea, iar până în 1822 devenise un oraș cu aproximativ 700-800 de membri ai tribului Bani Yas, sub conducerea șeicului Tahnun bin Shakhbut din Abu Dhabi. În 1822, un topograf naval britanic a notat că Dubai avea pe atunci aproximativ o mie de locuitori, care trăiau într-un oraș de formă ovală, înconjurat de un zid de noroi, populat cu capre și cămile. Principalul drum de ieșire din sat ducea către un golf mlăștinos, în timp ce altul se îndrepta spre deșert și se conecta cu rutele caravanelor.
În 1833, în urma unor dispute tribale, membrii tribului Al Bu Falasah s-au separat de Abu Dhabi și s-au stabilit în Dubai. Exodul din Abu Dhabi a fost condus de Obeid bin Saeed și Maktoum bin Butti, care au devenit conducători comuni ai Dubaiului până la moartea lui Obeid în 1836, lăsându-l pe Maktoum să stabilească dinastia Maktoum.
Dubai a semnat Tratatul General Maritim din 1820 cu guvernul britanic, alături de alte State Truciale, după campania britanică din 1819 împotriva Ras Al Khaimah. Acest lucru a condus la Trucea Maritimă Perpetuă din 1853. Dubai a intrat, de asemenea, într-un acord de exclusivitate cu Regatul Unit în 1892, care și-a asumat responsabilitatea pentru securitatea emiratului.
În 1841, o epidemie de variolă a izbucnit în zona Bur Dubai, obligând rezidenții să se mute spre est, în Deira. În 1896, un incendiu a devastat Dubaiul, un eveniment catastrofal într-un oraș în care multe case erau construite din barasti (frunze de palmier). Incendiul a distrus jumătate din casele din Bur Dubai, iar districtul Deira a fost complet devastat. Anul următor, alte incendii au izbucnit, inclusiv unul provocat de o sclavă, care ulterior a fost condamnată la moarte.
În 1901, Maktoum bin Hasher Al Maktoum a declarat Dubai un port liber, fără taxe pe importuri și exporturi, și a oferit comercianților terenuri și garanții de protecție și toleranță. Aceste politici au atras comercianți din Lingeh și din alte zone precum Ras Al Khaimah și Sharjah. Importanța crescândă a portului Dubai este evidentă din frecvența vizitelor navelor companiei Bombay and Persia Steam Navigation Company. În 1902, vasele companiei au efectuat 21 de vizite la Dubai, iar din 1904 navele au început să sosească bilunar, transportând până la 70.000 de tone de marfă în 1906.
Marea furtună din 1908 a lovit bărcile de perle din Dubai și emiratele de coastă, rezultând pierderea a peste o duzină de bărci și peste 100 de oameni. Acest dezastru a fost un mare regres pentru Dubai, multe familii pierzându-și întreținătorii, iar comercianții confruntându-se cu ruină financiară. În 1910, în incidentul Hyacinth, orașul a fost bombardat de nava HMS Hyacinth, ceea ce a dus la moartea a 37 de persoane.

### Dubai înainte de petrol

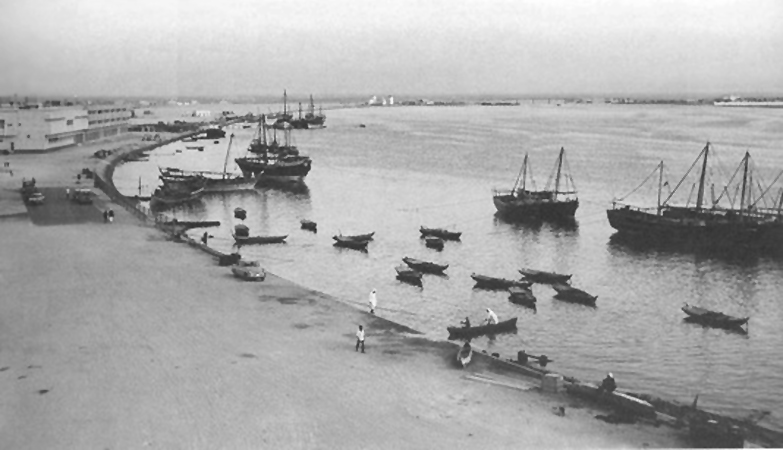
Cartierul Al Ras din Deira și Dubai Creek la mijlocul anilor 1960

Pe lângă extinderea și creșterea legăturilor comerciale regionale, Dubai a fost, de asemenea, un important centru regional pentru colectarea, vânzarea și comerțul cu perle. Colapsul industriei de perle a dus orașul într-o depresie profundă, mulți locuitori trăind în sărăcie sau emigrând în alte părți ale Golfului Persic.
În 1937, a fost semnat un contract de explorare petrolieră, care garanta drepturi de redevență pentru Dubai și plăți concesionare către șeicul Saeed bin Maktoum. Totuși, din cauza celui de-Al Doilea Război Mondial, petrolul nu a fost descoperit până în 1966.
În primii ani, de la înființare, Dubai a fost într-un conflict constant cu Abu Dhabi. În 1947, o dispută de graniță între cele două emirate a escaladat într-un război. Arbitrajul guvernului britanic a dus la încetarea ostilităților. Deși nu avea petrol, conducătorul Dubaiului din 1958, șeicul Rashid bin Saeed Al Maktoum, a utilizat veniturile din activități comerciale pentru a construi infrastructură. Companii private au fost înființate pentru a construi și opera infrastructura, inclusiv servicii de electricitate, telefonie, porturi și aeroporturi.
Un aeroport rudimentar (o pistă construită pe terenuri deșertice) a fost stabilit în anii 1950, iar în 1959 a fost construit primul hotel din emirat, Airlines Hotel, urmat de hotelurile Ambassador și Carlton în 1968. În același an, șeicul Rashid l-a angajat pe John Harris, din firma britanică Halcrow, pentru a crea primul plan urbanistic al orașului, care includea un sistem extins de drumuri, zone organizate și un centru urban.
În 1959, a fost înființată prima companie de telefonie din Dubai, iar până în 1961 rețelele de electricitate și telefonie erau operaționale. Compania de apă a construit o conductă de la fântânile din Awir și rezervoare de stocare, asigurând o alimentare fiabilă cu apă până în 1968.
Pe 7 aprilie 1961, vasul MV Dara, un vapor britanic care opera între Basra, Kuweit și Mumbai, a fost prins într-o furtună puternică lângă Dubai. O explozie a distrus cabinele de clasa a doua, iar incendiile și valurile mari au dus la pierderea a 238 de persoane dintre cele 819 aflate la bord.
Construcția primului aeroport din Dubai a început în 1959, iar clădirea terminalului a fost deschisă în septembrie 1960. Până în 1965, o pistă asfaltată a permis traficul aerian regional și internațional, iar în 1970 a fost construit un nou terminal, incluzând primele magazine duty-free din Dubai.
În anii 1960, Dubai era centrul unui comerț activ cu aur. În 1968, importurile de aur erau de aproximativ 56 milioane de lire sterline, majoritatea fiind reexportate către clienți din apele internaționale din largul Indiei, unde importul de aur era interzis. În 1966, mai mult aur a fost expediat din Londra către Dubai decât aproape oriunde în lume, iar până în 1967, se estima că aproximativ 75% din totalul importurilor de aur din India provenea din Dubai.

### Epoca petrolului

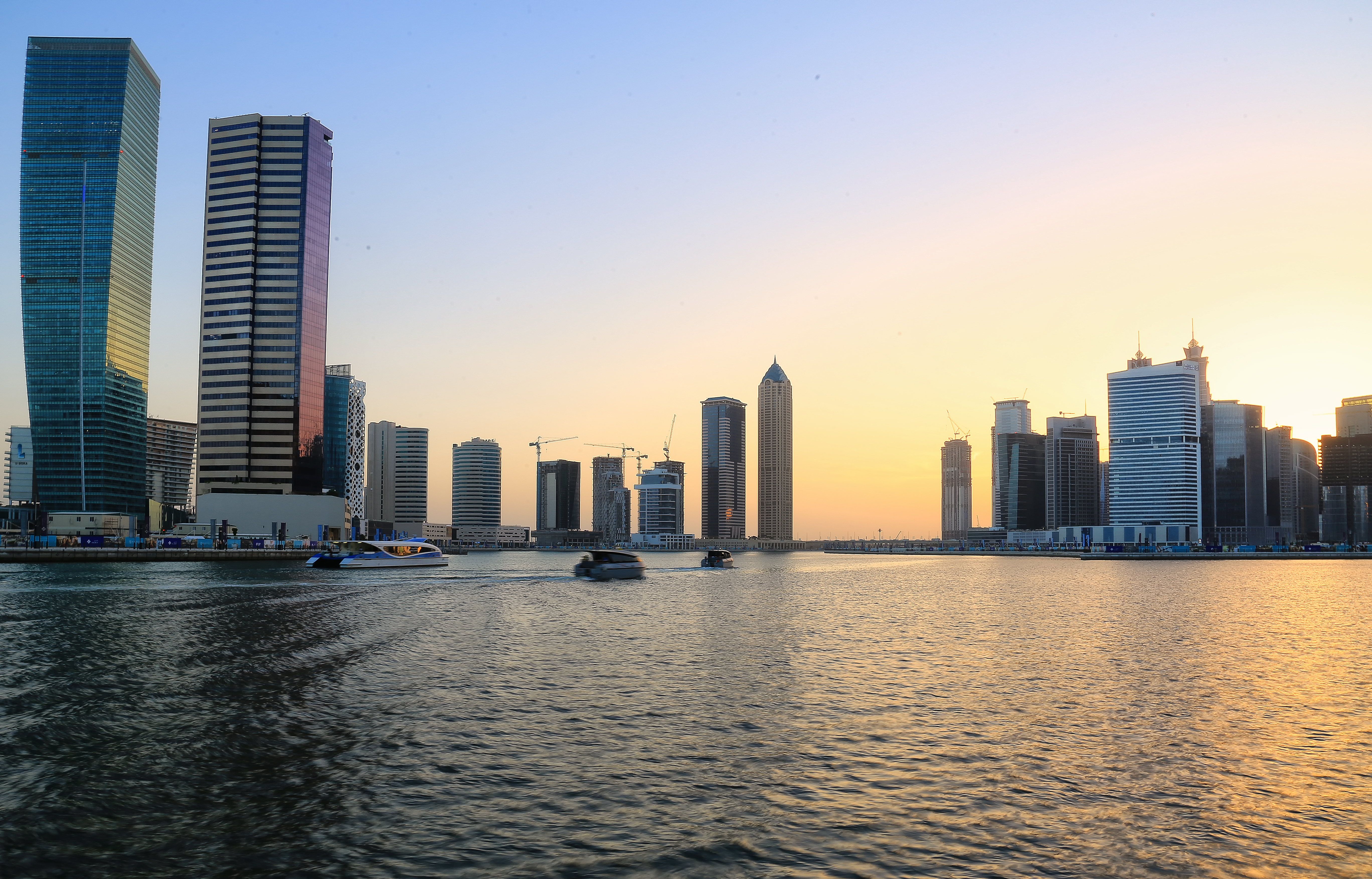
Vedere la Golful Business

După ani de explorări, în urma unor descoperiri importante în vecinul Abu Dhabi, petrolul a fost descoperit în cele din urmă în apele teritoriale ale Dubaiului în 1966, deși în cantități mult mai mici. Primul zăcământ a fost numit „Fateh” sau „noroc”. Această descoperire a accelerat planurile șeicului Rashid pentru dezvoltarea infrastructurii și a declanșat un boom al construcțiilor, care a atras un aflux masiv de muncitori străini, în principal asiatici și persoane din Orientul Mijlociu. Între 1968 și 1975, populația orașului a crescut cu peste 300%.
Ca parte a infrastructurii necesare pentru pomparea și transportul petrolului din câmpul Fateh, situat în largul zonei Jebel Ali din Dubai, au fost construite două rezervoare de stocare de 500.000 de galoane, cunoscute local drept „Kazzan”. Acestea au fost sudate pe plajă, apoi excavate și plutite pentru a fi amplasate pe fundul mării, în câmpul Fateh. Rezervoarele au fost construite de Chicago Bridge & Iron Company, ceea ce a dat plajei numele local de „Chicago Beach”. Ulterior, acest nume a fost transferat Hotelului Chicago Beach, care a fost demolat și înlocuit cu Jumeirah Beach Hotel la sfârșitul anilor 1990. Kazzan-urile au reprezentat o soluție inovatoare pentru stocarea petrolului, permițând ancorarea supertancurilor offshore chiar și în condiții meteorologice nefavorabile și evitând necesitatea transportării petrolului pe uscat, din Fateh, situat la aproximativ 60 de mile în larg.
Dubai deja începuse o perioadă de dezvoltare și extindere a infrastructurii. Veniturile din petrol, care au început să curgă din 1969, au susținut o perioadă de creștere, iar șeicul Rashid a adoptat o politică de construire a infrastructurii și de diversificare a economiei comerciale, înainte ca rezervele limitate ale emiratului să se epuizeze. Petrolul reprezenta 24% din PIB în 1990, dar ponderea sa a scăzut la 7% din PIB până în 2004.
Unul dintre primele proiecte majore pe care șeicul Rashid le-a demarat odată cu fluxul de venituri din petrol a fost construcția Portului Rashid, un port liber de mare adâncime, construit de compania britanică Halcrow. Proiectat inițial ca un port cu patru dane, acesta a fost extins la șaisprezece dane în timpul construcției. Proiectul a fost un succes remarcabil, navele formând cozi pentru a accesa noile facilități. Portul a fost inaugurat pe 5 octombrie 1972, deși danele au fost utilizate pe măsură ce erau finalizate. Portul Rashid a fost extins în 1975 pentru a adăuga încă 35 de dane, înainte de a fi construit portul mai mare din Jebel Ali.
Portul Rashid a fost primul dintre o serie de proiecte menite să creeze o infrastructură modernă de comerț, inclusiv drumuri, poduri, școli și spitale.

### Actul de Unire al Emiratelor Arabe Unite

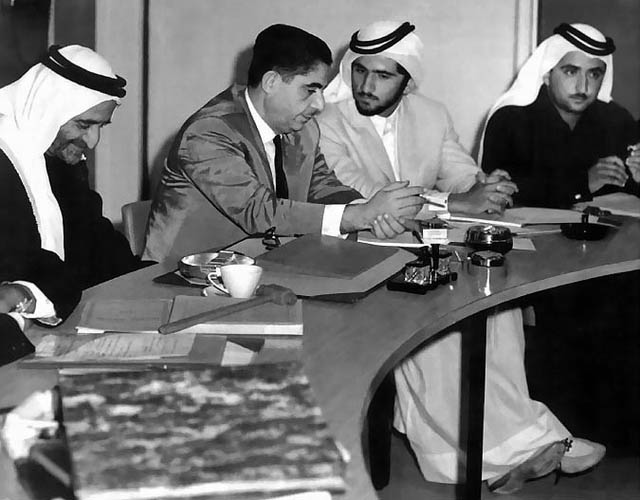
Adi Bitar într-o întâlnire cu șeicii Rashid Al Maktoum, Mohammad Al Maktoum și Maktoum Al Maktoum în Dubai, 1968

Dubai și celelalte „State Truciale” au fost mult timp un protectorat britanic, în cadrul căruia guvernul britanic se ocupa de politica externă și de apărare, precum și de arbitrajul între conducătorii din Golf, ca rezultat al unui tratat semnat în 1892, cunoscut sub numele de „Acordul Exclusiv”. Această situație avea să se schimbe odată cu anunțul prim-ministrului Harold Wilson, din 16 ianuarie 1968, privind retragerea tuturor trupelor britanice „la est de Aden”. Decizia a dus la negocieri febrile între emiratele de coastă, împreună cu Qatar și Bahrain, pentru a umple vidul politic lăsat în urmă de retragerea britanică.
Principiul uniunii a fost convenit pentru prima dată între conducătorul Abu Dhabi, șeicul Zayed bin Sultan Al Nahyan, și șeicul Rashid al Dubaiului, pe 18 februarie 1968, într-o întâlnire desfășurată într-un cort la Argoub Al Sedirah, lângă Al Semeih, o oprire în deșert între cele două emirate. Cei doi au fost de acord să colaboreze pentru a atrage celelalte emirate, inclusiv Qatarul și Bahrainul, în această uniune. În următorii doi ani, au avut loc negocieri și întâlniri între conducători — adesea tensionate — pentru a stabili forma uniunii. Uniunea formată din nouă state nu avea să își revină după întâlnirea din octombrie 1969, când intervenția britanică împotriva unor activități agresive ale două dintre emirate a dus la retragerea Qatarului și Bahrainului din discuții, lăsând șase dintre cele șapte emirate „truciale” să cadă de acord asupra uniunii la 18 iulie 1971.
Pe 2 decembrie 1971, Dubai, împreună cu Abu Dhabi, Sharjah, Ajman, Umm al-Quwain și Fujairah, s-au alăturat Actului de Uniune pentru a forma Emiratele Arabe Unite. Cel de-al șaptelea emirat, Ras Al Khaimah, s-a alăturat UAE pe 10 februarie 1972, în urma anexării insulelor Tunbs revendicate de RAK de către Iran.
În 1973, Dubai s-a alăturat celorlalte emirate pentru a adopta o monedă unică: dirhamul Emiratelor Arabe Unite. În același an, uniunea monetară anterioară cu Qatarul a fost dizolvată, iar dirhamul a fost introdus în toate emiratele.

### Dubai-ul modern

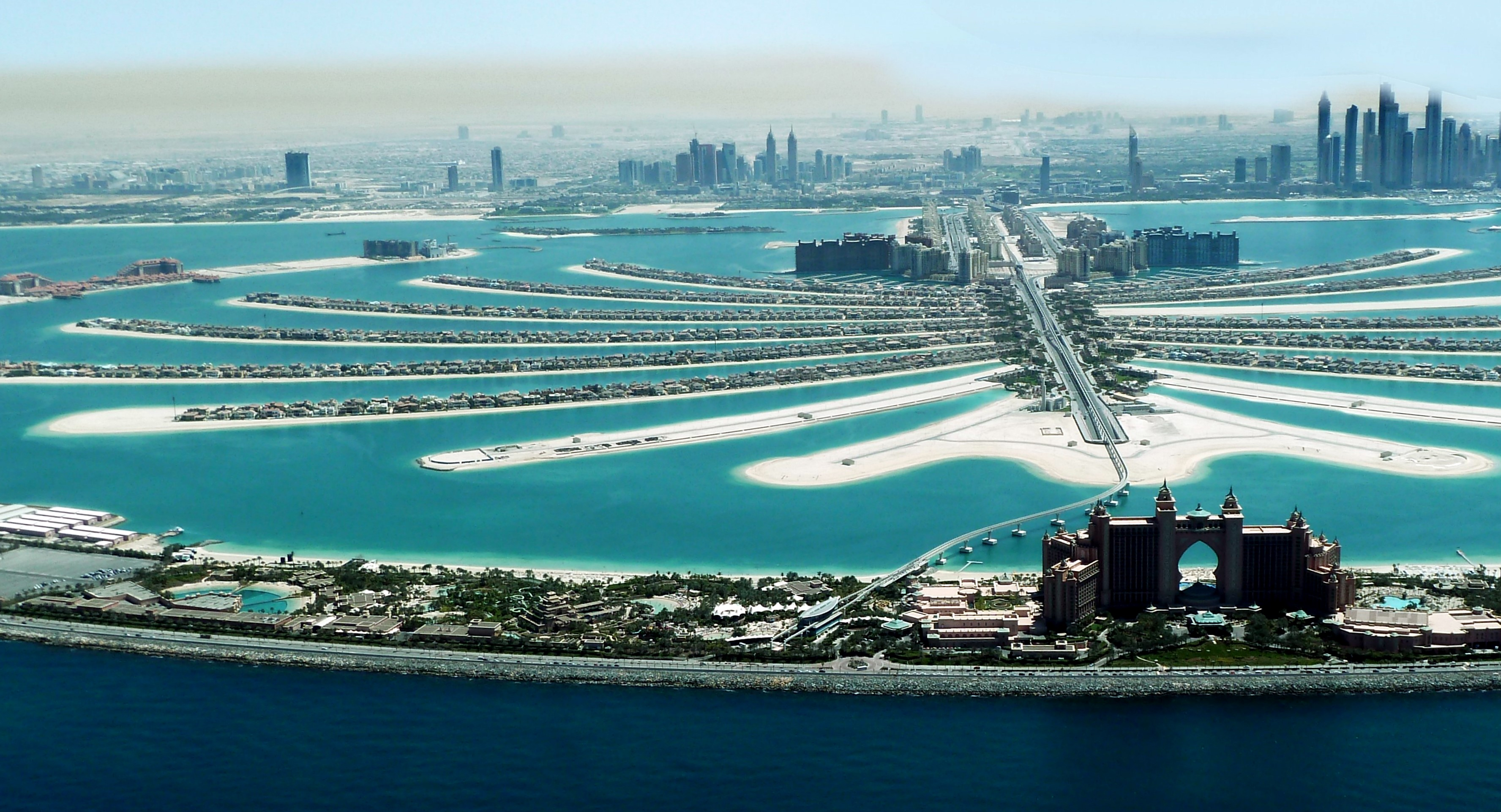
Dubai Palm Jumeirah și Marina în 2011

De-a lungul anilor 1970, Dubai a continuat să crească datorită veniturilor generate din petrol și comerț, în timp ce orașul a asistat la un aflux de imigranți care fugeau de războiul civil din Liban. Disputele de graniță între emirate au persistat chiar și după formarea EAU; abia în 1979 s-a ajuns la un compromis formal, punând capăt acestor neînțelegeri. Tot în 1979, înființarea portului Jebel Ali, un port de mare adâncime capabil să găzduiască nave de mari dimensiuni, a reprezentat o dezvoltare semnificativă. Deși inițial s-a confruntat cu dificultăți, șeicul Mohammed a lansat zona liberă JAFZA (Jebel Ali Free Zone) în 1985, facilitând importul nelimitat de forță de muncă și exportul de capital pentru companiile străine. În același timp, aeroportul din Dubai și industria aviației și-au continuat extinderea.
Războiul din Golf din 1991 a avut un impact financiar negativ asupra orașului, determinând depunătorii și comercianții să retragă bani și să reducă activitatea comercială. Cu toate acestea, Dubai și-a revenit rapid într-un climat politic în schimbare și a prosperat. La sfârșitul anilor 1990, diverse comunități comerciale străine – inițial din Kuweit, în timpul Războiului din Golf, și ulterior din Bahrain, pe fondul tulburărilor șiiților – și-au relocat afacerile în Dubai. În timpul Războiului din Golf și din nou în timpul invaziei Irakului din 2003, Dubai a servit ca bază de realimentare pentru forțele aliate, în zona liberă Jebel Ali. Creșterile semnificative ulterioare ale prețurilor petrolului au permis orașului să își mențină accentul pe comerțul liber și turism.
La începutul anilor 2000, a început construcția insulelor artificiale de pe coasta Dubaiului, cunoscute sub numele de Insulele Palmier și Insulele Lumea. În 2010, Burj Khalifa a fost inaugurat în Dubai, depășind Taipei 101 și câștigând oficial titlul de cel mai înalt zgârie-nori din lume.
Inițiativele de oraș inteligent ale Dubaiului, care includ turismul inteligent, joacă un rol esențial în susținerea ambițiilor de creștere ale orașului, în principal prin proiectul Smart Dubai. În 2016, în Dubai a fost inaugurat primul birou funcțional imprimat 3D din lume, ca parte a unui efort de a consolida statutul orașului ca principal centru turistic și de afaceri din Golf.

## Geografie

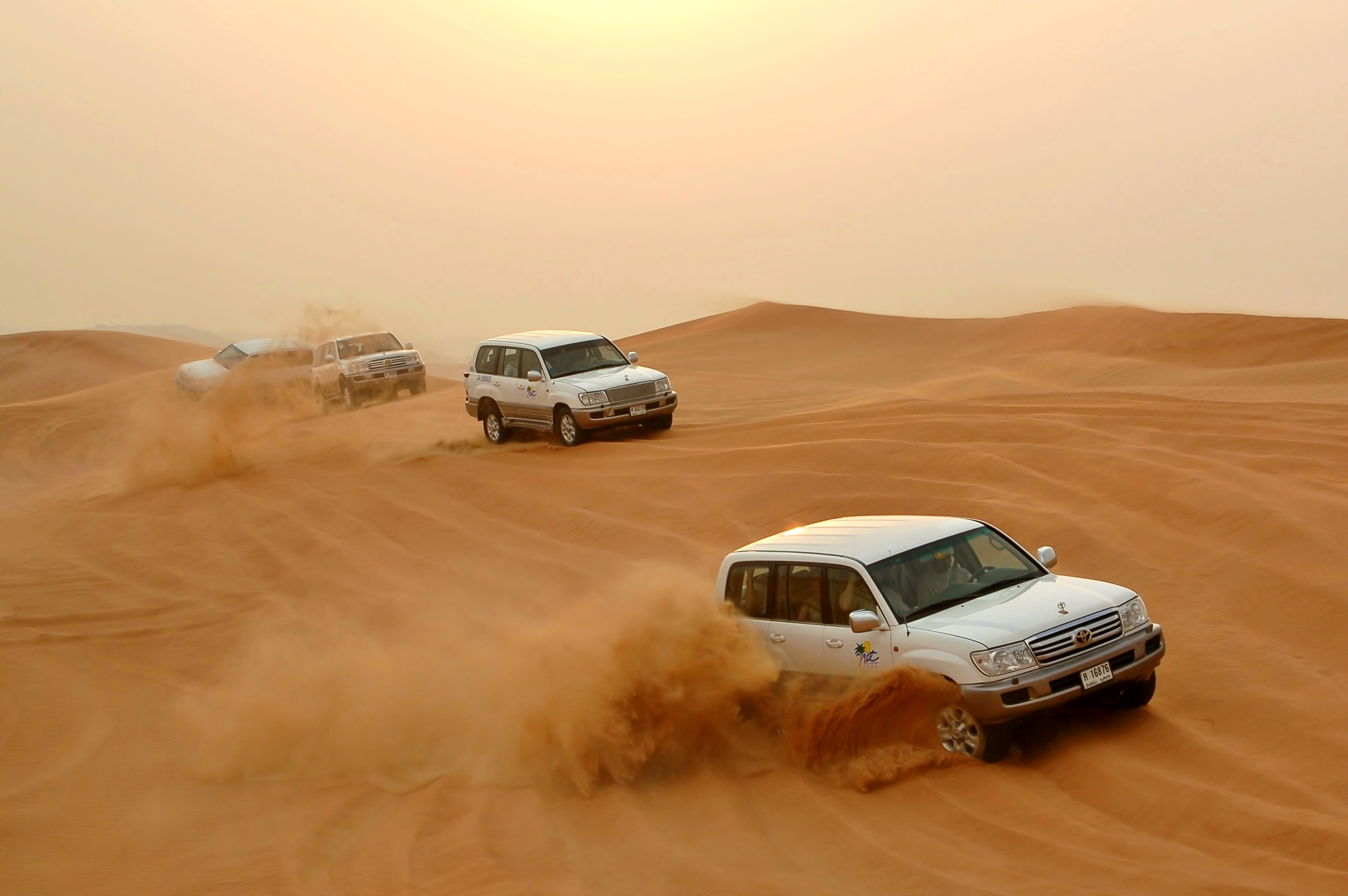
Dune de nisip din Dubai

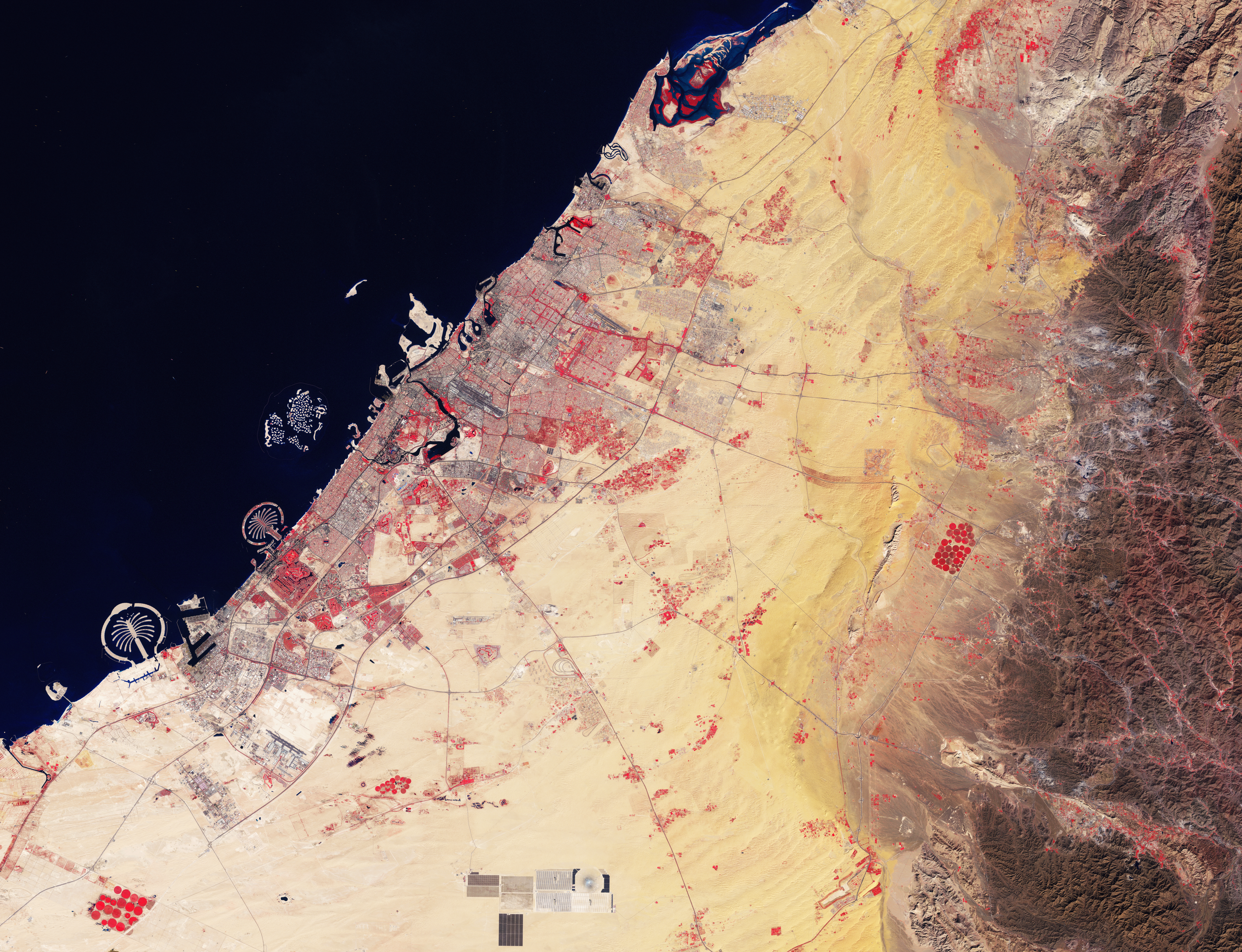
Poză a Dubai-ului efectuată de către satelitul Copernicus Sentinel-2 în culori false în 2024

Dubai este situat pe coasta Golfului Persic, în Emiratele Arabe Unite, la aproximativ 16 metri (52 de picioare) deasupra nivelului mării. Emiratul Dubai are granițe cu Abu Dhabi la sud, Sharjah la nord-est și Sultanatul Oman la sud-est. Hatta, o mică exclavă a emiratului, este înconjurată pe trei laturi de Oman și de emiratele Ajman (la vest) și Ras Al Khaimah (la nord). Golful Persic mărginește coasta vestică a emiratului. Dubai este poziționat la 25.2697°N 55.3095°E și acoperă o suprafață de 1.588 mile pătrate (4.110 km²), o expansiune semnificativă față de suprafața sa inițială de 1.500 mile pătrate (3.900 km²), datorită lucrărilor de recuperare a terenurilor din mare.
Dubai se află direct în deșertul arab. Cu toate acestea, topografia sa este semnificativ diferită de partea de sud a EAU, unde predomină deșerturile cu pietriș. Peisajul Dubaiului este caracterizat în principal de modele de nisip deșertic, format în mare parte din scoici zdrobite și coral, fiind fin, curat și alb. La est de oraș, câmpiile costiere crustate de sare, cunoscute sub numele de sabkha, fac trecerea către o linie de dune care se întinde de la nord la sud. Mai departe spre est, dunele devin mai mari și capătă o nuanță roșiatică datorită oxidului de fier.
Deșertul plat și nisipos cedează locul Munților Hajar de Vest, care se întind de-a lungul graniței Dubaiului cu Oman, în zona Hatta. Lanțul muntos Hajar de Vest are un peisaj arid, aspru și fragmentat, cu altitudini care ajung până la 1.300 de metri (4.265 de picioare) în unele locuri. Dubai nu are râuri naturale sau oaze, însă are un liman natural, Dubai Creek, adâncit pentru a permite trecerea navelor mari. De asemenea, Dubai dispune de numeroase defilee și izvoare care punctează baza Munților Hajar de Vest. O vastă întindere de dune de nisip acoperă mare parte din sudul Dubaiului, conducând în final spre deșertul cunoscut sub numele de Pustietatea Mare (The Empty Quarter). Din punct de vedere seismic, Dubai se află într-o zonă foarte stabilă – cea mai apropiată falie seismică, Falia Zagros, este la 200 de kilometri (124 mile) de EAU și este puțin probabil să afecteze Dubaiul. Experții consideră, de asemenea, că probabilitatea unui tsunami în regiune este minimă, deoarece apele Golfului Persic nu sunt suficient de adânci pentru a declanșa un astfel de fenomen.
Deșertul nisipos din jurul orașului susține creșterea ierburilor sălbatice și, ocazional, a palmierilor de curmal. Zambilele deșertice cresc în câmpiile sabkha la est de oraș, în timp ce arborii de salcâm și ghaf cresc în câmpiile plate din apropierea Munților Hajar de Vest. Mai mulți arbori indigeni, precum palmierul de curmal și arborele neem, precum și arbori importați, precum eucaliptul, cresc în parcurile naturale din Dubai. Specii precum bustardul lui MacQueen, hiena dungată, caracalul, vulpea deșertică, șoimul și oryxul arab sunt comune în deșertul Dubaiului. Dubai se află pe ruta de migrație dintre Europa, Asia și Africa, iar peste 320 de specii de păsări migratoare tranzitează emiratul primăvara și toamna. Apele din jurul Dubaiului sunt locuite de peste 300 de specii de pești, inclusiv hammour. Fauna marină din apropierea coastei Dubaiului include pești tropicali, meduze, Corali, dugongi, Delfini, Balene și Rechini. De asemenea, în zonă pot fi găsite diferite tipuri de Țestoase, inclusiv țestoasa cu cioc de șoim și țestoasa verde, ambele fiind specii pe cale de dispariție.

### Climat
Dubai are un climat tropical, arid și deșertic (Köppen BWh). Verile în Dubai sunt extrem de fierbinți, prelungite, vântoase și umede, cu o temperatură medie maximă de aproximativ 40 °C (104 °F) și minime nocturne de aproximativ 30 °C (86 °F) în luna cea mai caldă, august. Majoritatea zilelor sunt însorite pe tot parcursul anului. Iernile sunt blânde spre calde, cu temperaturi medii maxime de 24 °C (75 °F) și minime nocturne de 14 °C (57 °F) în luna cea mai rece, ianuarie.
Verile din Dubai sunt, de asemenea, cunoscute pentru nivelurile foarte ridicate de umiditate, ceea ce le poate face extrem de inconfortabile, cu puncte de rouă excepțional de ridicate care pot depăși 30 °C (86 °F) în această perioadă. Valoarea indicelui de căldură poate ajunge la peste 60 °C (140 °F) în mijlocul verii. Cea mai ridicată temperatură înregistrată în Dubai este de 49,0 °C (120,2 °F).

Climatul este foarte uscat, cu o medie anuală de precipitații de doar 79,2 mm (3,12 in). Cu toate acestea, precipitațiile au crescut în ultimele decenii, acumulând o medie anuală de 110,7 mm (4,36 in). În aprilie 2024, inundații record au afectat Dubaiul, evidențiind lipsa unor sisteme adecvate de drenaj pentru a face față provocărilor imense generate de schimbările climatice.
| Date climatice pentru Dubai (1991–2020)         | Date climatice pentru Dubai (1991–2020) | Date climatice pentru Dubai (1991–2020) | Date climatice pentru Dubai (1991–2020) | Date climatice pentru Dubai (1991–2020) | Date climatice pentru Dubai (1991–2020) | Date climatice pentru Dubai (1991–2020) | Date climatice pentru Dubai (1991–2020) | Date climatice pentru Dubai (1991–2020) | Date climatice pentru Dubai (1991–2020) | Date climatice pentru Dubai (1991–2020) | Date climatice pentru Dubai (1991–2020) | Date climatice pentru Dubai (1991–2020) | Date climatice pentru Dubai (1991–2020) |
| Luna                                            | Ian                                     | Feb                                     | Mar                                     | Apr                                     | Mai                                     | Iun                                     | Iul                                     | Aug                                     | Sep                                     | Oct                                     | Nov                                     | Dec                                     | Anual                                   |
| ----------------------------------------------- | --------------------------------------- | --------------------------------------- | --------------------------------------- | --------------------------------------- | --------------------------------------- | --------------------------------------- | --------------------------------------- | --------------------------------------- | --------------------------------------- | --------------------------------------- | --------------------------------------- | --------------------------------------- | --------------------------------------- |
| Maxima medie °C (°F)                            | 23.9 (75)                               | 25.4 (77,7)                             | 28.9 (84)                               | 33.3 (91,9)                             | 37.7 (99,9)                             | 39.8 (103,6)                            | 40.9 (105,6)                            | 41.3 (106,3)                            | 38.9 (102)                              | 35.4 (95,7)                             | 30.6 (87,1)                             | 26.2 (79,2)                             | 33,53 (92,35)                           |
| Media zilnică °C (°F)                           | 19.1 (66,4)                             | 20.5 (68,9)                             | 23.6 (74,5)                             | 27.5 (81,5)                             | 31.4 (88,5)                             | 33.4 (92,1)                             | 35.5 (95,9)                             | 35.9 (96,6)                             | 33.3 (91,9)                             | 29.8 (85,6)                             | 25.4 (77,7)                             | 21.2 (70,2)                             | 28,05 (82,49)                           |
| Minima medie °C (°F)                            | 14.3 (57,7)                             | 15.5 (59,9)                             | 18.3 (64,9)                             | 21.7 (71,1)                             | 25.1 (77,2)                             | 26.9 (80,4)                             | 30.0 (86)                               | 30.4 (86,7)                             | 27.7 (81,9)                             | 24.1 (75,4)                             | 20.1 (68,2)                             | 16.3 (61,3)                             | 22,53 (72,56)                           |
| Minima istorică °C (°F)                         | 7.7 (45,9)                              | 7.4 (45,3)                              | 11.0 (51,8)                             | 13.7 (56,7)                             | 15.7 (60,3)                             | 19.6 (67,3)                             | 24.1 (75,4)                             | 24.0 (75,2)                             | 22.0 (71,6)                             | 15.0 (59)                               | 10.8 (51,4)                             | 8.2 (46,8)                              | 7,4 (45,3)                              |
| Precipitații mm (inches)                        | 20.8 (0.819)                            | 9.9 (0.39)                              | 21.7 (0.854)                            | 3.3 (0.13)                              | 0.1 (0.004)                             | 0.02 (0.0008)                           | 1.1 (0.043)                             | 0.003 (0.00012)                         | 0.04 (0.0016)                           | 1.5 (0.059)                             | 5.9 (0.232)                             | 14.8 (0.583)                            | 79,2 (3,118)                            |
| Umiditate [%]                                   | 65                                      | 64                                      | 61                                      | 54                                      | 50                                      | 55                                      | 55                                      | 53                                      | 59                                      | 60                                      | 61                                      | 65                                      | 58,7                                    |
| Nr. de zile cu precipitații (≥ 1 mm)            | 2.8                                     | 2.4                                     | 3.4                                     | 1.5                                     | 0.4                                     | 0.1                                     | 0.5                                     | 0.5                                     | 0.2                                     | 0.3                                     | 1.3                                     | 3.8                                     | 17,2                                    |
| Ore însorite                                    | 253.1                                   | 250.8                                   | 288.0                                   | 315.6                                   | 350.0                                   | 344.5                                   | 340.3                                   | 333.9                                   | 307.8                                   | 300.0                                   | 268.1                                   | 256.9                                   | 3.608,9                                 |
| Sursa nr. 1:                                    |                                         |                                         |                                         |                                         |                                         |                                         |                                         |                                         |                                         |                                         |                                         |                                         |                                         |
| Sursa nr. 2: UAE National Center of Meteorology |                                         |                                         |                                         |                                         |                                         |                                         |                                         |                                         |                                         |                                         |                                         |                                         |                                         |

## Guvern

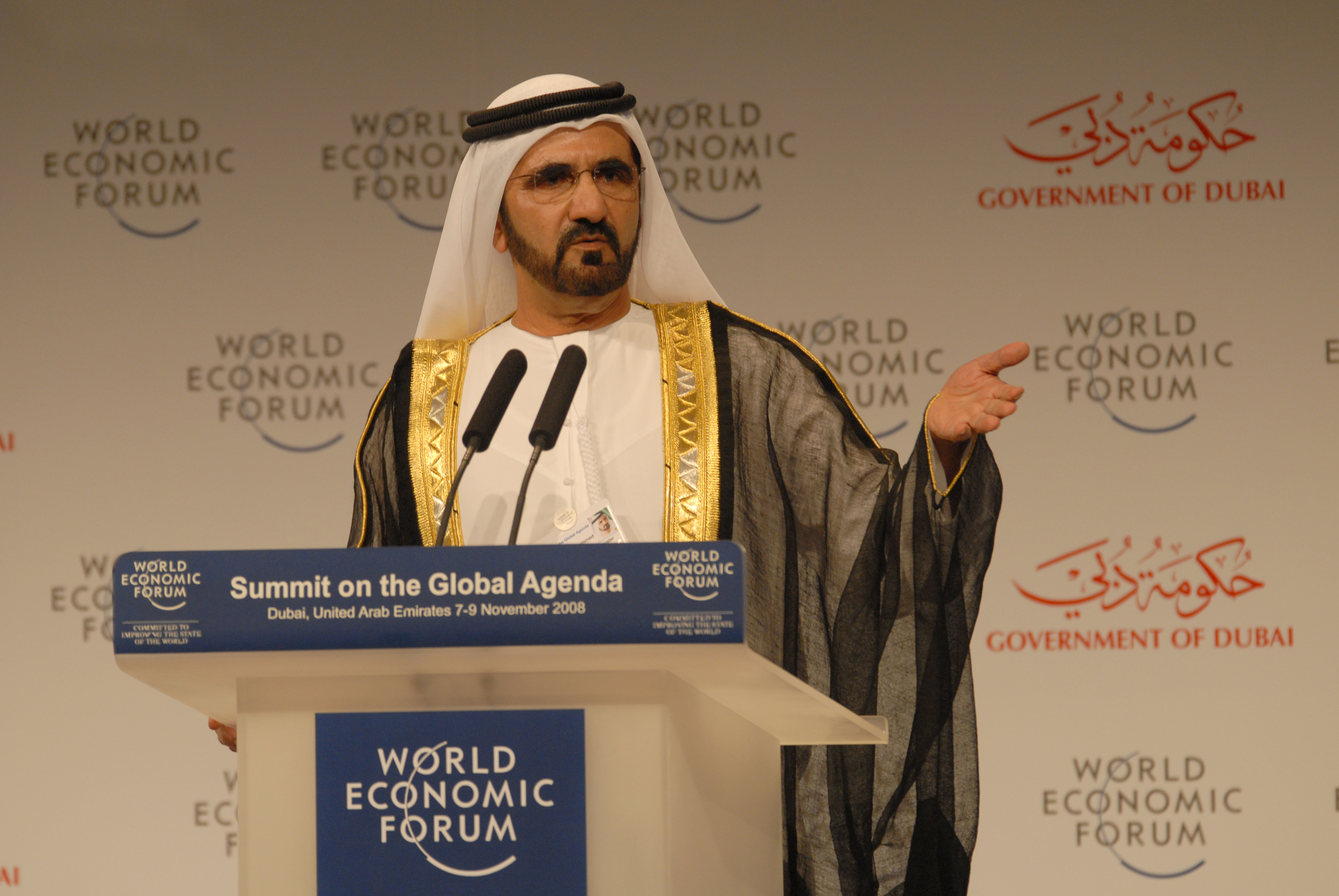
Mohammed bin Rashid Al Maktoum, prim-ministru și vicepreședinte al Emiratelor Arabe Unite și conducătorul Dubaiului

Dubai a fost guvernat de familia Al Maktoum din 1833, emiratul fiind o monarhie absolută. Cetățenii din Dubai participă la colegiul electoral pentru a alege reprezentanți înConsiliul Național Federal al Emiratelor Arabe Unite (UAE). Conducătorul său, Alteța Sa Șeicul Mohammed bin Rashid Al Maktoum, este, de asemenea, vicepreședintele și prim-ministrul Emiratelor Arabe Unite, precum și membru al Consiliului Suprem al Uniunii (SCU). Dubai numește opt membri în mandate de două termene în Consiliul Național Federal (FNC) al UAE, care este organismul legislativ federal suprem.
Municipalitatea Dubai (DM) a fost înființată în 1954 de către conducătorul de atunci al Dubaiului, Rashid bin Saeed Al Maktoum, pentru a se ocupa de planificarea urbană, serviciile pentru cetățeni și întreținerea infrastructurii locale. De atunci, aceasta a evoluat într-o autoritate subnațională autonomă, cunoscută colectiv ca Guvernul Dubaiului, responsabilă atât pentru orașul Dubai, cât și pentru întregul emirat. Guvernul Dubaiului gestionează peste 58 de departamente guvernamentale care se ocupă de securitate, politici economice, educație, transport, imigrație și este unul dintre cele trei emirate cu un sistem judiciar separat, independent de cel federal al UAE.
Conducătorul Dubaiului este șeful guvernului și emirul (șeful statului), iar legile, decretele și hotărârile judecătorești sunt emise în numele său. Totuși, din 2003, autoritatea executivă de administrare și supraveghere a agențiilor guvernamentale din Dubai a fost delegată Consiliului Executiv al Dubaiului, condus de Prințul Moștenitor al Dubaiului, Hamdan bin Mohammed Al Maktoum. Deși nu există o adunare legislativă, tradiționalul majlis deschis (consiliu) unde cetățenii și reprezentanții conducătorului se întâlnesc este adesea utilizat pentru a oferi feedback asupra anumitor probleme interne.

## Aplicarea legii și criminalitatea

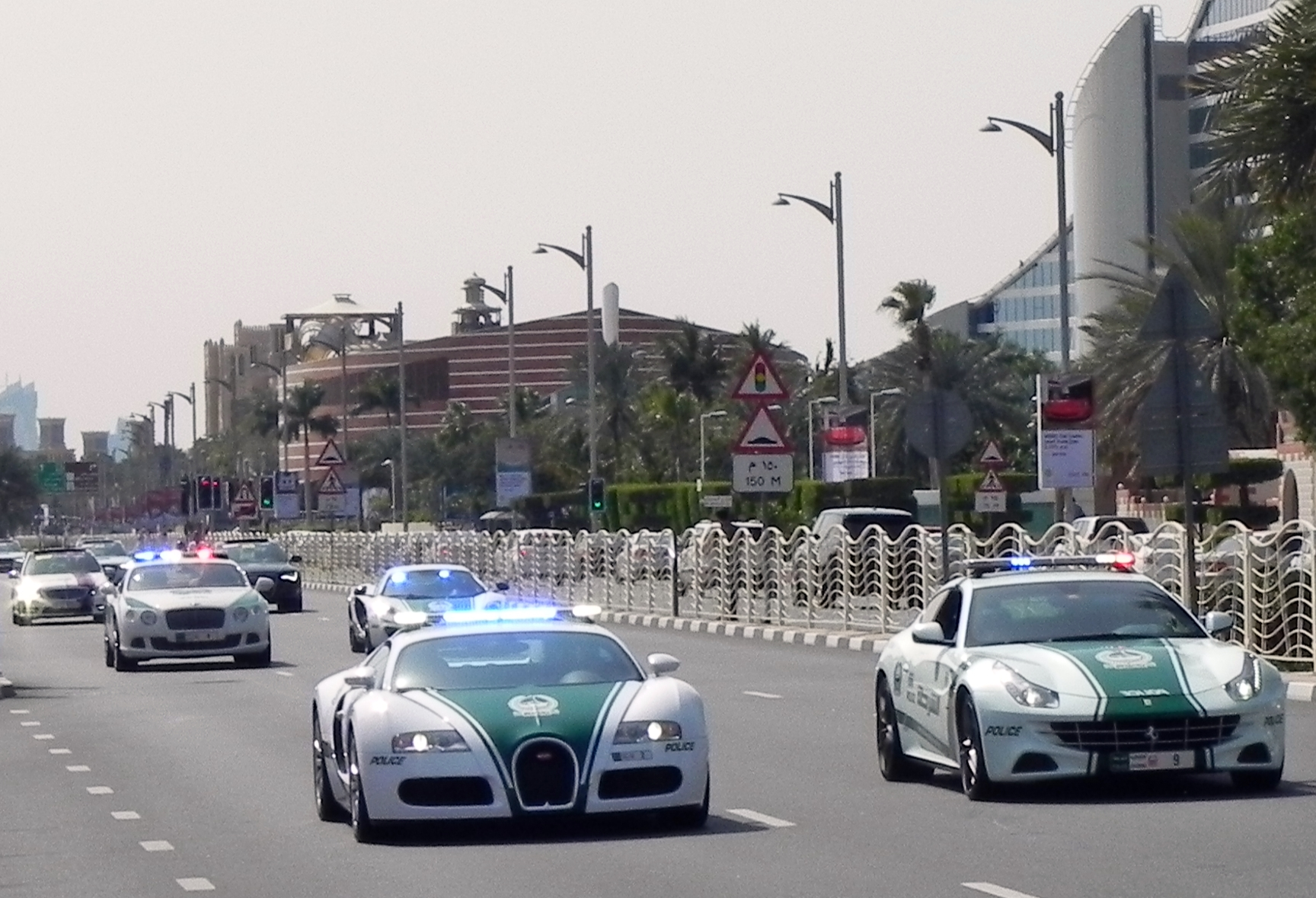
Poliția din Dubai operează o flotă de mașini exotice, de lux

Forța de Poliție din Dubai, fondată în 1956 în zona Naif, are jurisdicție în aplicarea legii pe teritoriul emiratului. Aceasta se află sub comanda directă a lui Mohammed bin Rashid al Maktoum. Dubai și Ras al Khaimah sunt singurele emirate care nu respectă sistemul judiciar federal al Emiratelor Arabe Unite.
Instanțele judiciare ale emiratului includ Tribunalul de Primă Instanță, Curtea de Apel și Curtea de Casație.
Tribunalul de Primă Instanță este format din:
- Tribunalul Civil, care soluționează toate cererile civile;
- Tribunalul Penal, care judecă cazurile provenite din plângeri depuse la poliție;
- Tribunalul Sharia, responsabil pentru litigiile între musulmani. Non-musulmanii nu pot fi judecați în fața Tribunalului Sharia.

Vânzarea și consumul de Alcool, deși legale, sunt reglementate strict. Adulții non-musulmani pot consuma alcool în locuri autorizate, de obicei în hoteluri sau acasă, dacă dețin o licență pentru alcool. În general, vânzarea de alcool nu este permisă în afara hotelurilor, cluburilor și zonelor special desemnate. În 2024, autoritățile din Dubai au acuzat o femeie irlandeză pentru consum de alcool.
Ca și în alte părți ale lumii, consumul de alcool și conducerea sunt interzise, iar vârsta legală pentru consumul de alcool în Emiratul Dubai este de 21 de ani.

### Paradis criminal
Dubai este un centru global notoriu și un refugiu pentru spălătorii de bani, traficanții de droguri, figuri politice corupte și oameni de afaceri sancționați. A fost numit „paradisul gangsterilor”. Aceasta include spălarea de bani realizată de sindicatele majore ale crimei organizate.
Această situație este favorizată de o serie de factori complecși: lipsa tratatelor de extrădare cu multe țări, secretul bancar, politicile liberale de vize, taxele reduse, o comunitate mare de expatriați care poate integra și ascunde ușor figuri dubioase, o piață imobiliară netransparentă care facilitează spălarea de bani și, nu în ultimul rând, dictatura monarhică a familiei Maktoum, care permite acest lucru prin legislație și politici deliberat permisive.
Exemplele îi includ pe Amit Gupta, care a mituit politicieni din Nauru pentru a încerca să orchestreze o lovitură de stat ce i-ar fi oferit control asupra drepturilor miniere ale insulei și pe Ahmed Al Hamza, o figură a crimei transnaționale și unul dintre cei mai puternici gangsteri din Melbourne.
Un raport din 2020 al influentei organizații Carnegie Endowment for International Peace, intitulat „Rolul Dubaiului în facilitarea corupției și a fluxurilor financiare ilicite globale”, menționa: „O parte din ceea ce susține prosperitatea Dubaiului este un flux constant de venituri ilicite provenite din corupție și crimă... Între timp, atât liderii Emiratelor, cât și comunitatea internațională continuă să închidă ochii la comportamentele problematice, la lacunele administrative și la practicile slabe de aplicare a legii care fac din Dubai o destinație atractivă la nivel global pentru bani murdari.”
Dubai servește drept bază de investiții pentru traficul internațional de droguri controlat de grupuri criminale din Balcani, în timp ce criminali belgieni sunt activi în piața imobiliară în numele oligarhilor și politicienilor ruși, care încearcă să-și spele câștigurile ilicite. În 2022, o scurgere de date obținută de Centrul pentru Studii Avansate în Apărare (C4ADS) din SUAa expus doar o parte din aceste activități. Dubai se află sub observația Grupului de Acțiune Financiară Internațională (FATF), care probabil va aduce o supraveghere și o presiune internațională mai mare asupra guvernului său.
Cartelul Kinahan din Irlanda și-a desfășurat operațiunile din Dubai, care devenise un refugiu pentru bandele crimei organizate. Cartelul este condus de fondatorul Christy Kinahan și de fiii săi, Daniel și Christopher Kinahan. Deși sunt vizitatori frecvenți ai Dubaiului, locația lor exactă rămâne necunoscută. Grupul menține legături cu familii influente din Emirate și cu regimul. Folosind partenerii lor emirați, familia Kinahan a înființat multiple companii în Emirate pentru a tranzacționa în domeniile textilelor, alimentației și aviației, în zone libere.
Cartelul Kinahan a organizat întâlniri regulate cu asociații lor criminali în Dubai. SUA, Regatul Unit și Europol au vizat acest grup de crimă organizată, impunând sancțiuni asupra familiei Kinahan și a altor șapte asociați. Pe 11 octombrie 2024, Interpol a emis un aviz roșu pentru un membru al cartelului, Sean McGovern, care a fost arestat de poliția din Dubai. Cartelul Kinahan plănuia o evadare din Emirate în cazul unei cereri de extrădare din Irlanda, cu un plan detaliat de a se muta în Rusia. Pe 21 octombrie 2024, a fost semnat și un tratat de extrădare între Irlanda și Emiratele Arabe Unite.

### Drepturile omului

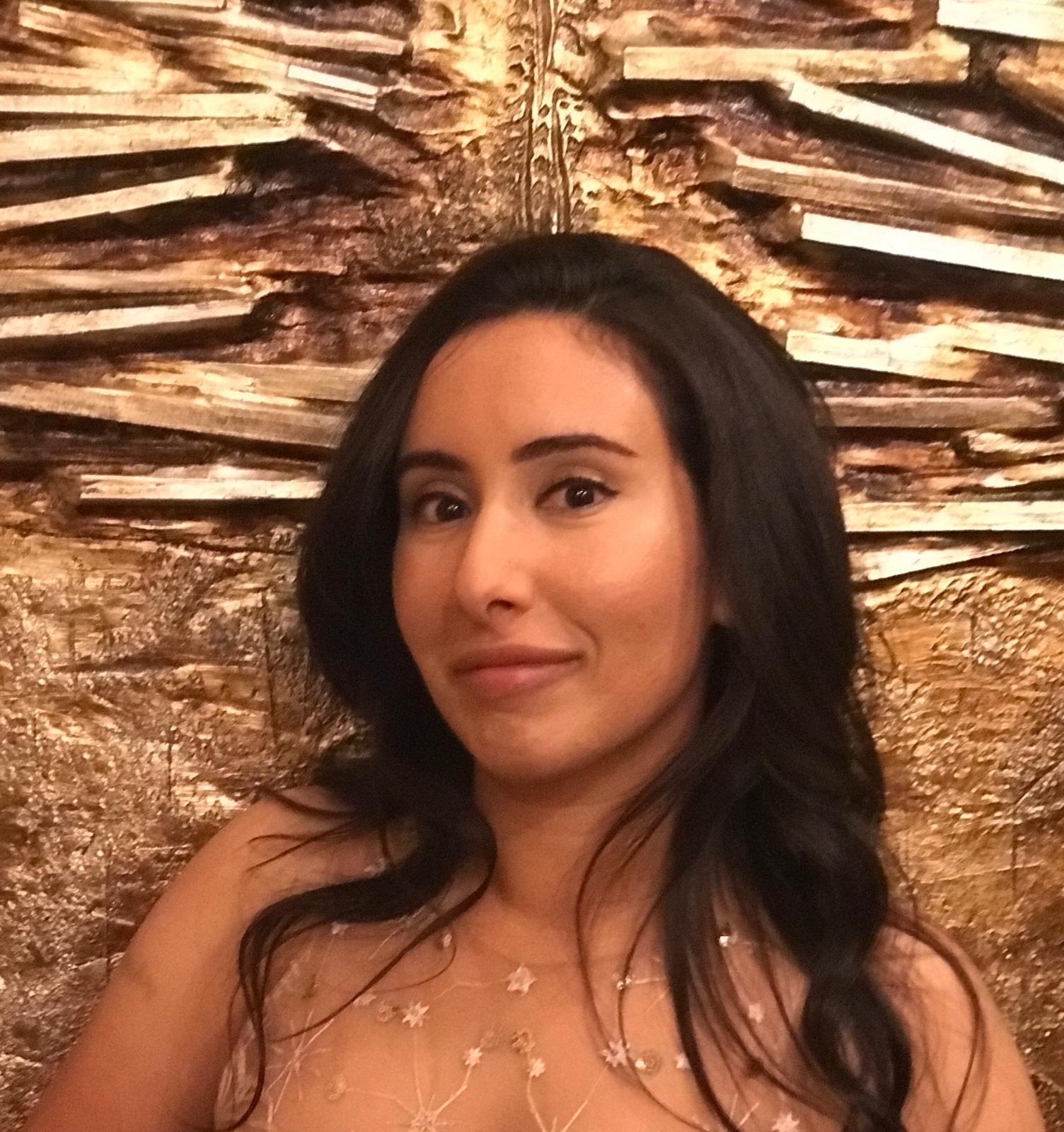
Latifa, fiica conducătorului Dubaiului, a scăpat din Dubai în februarie 2018, dar a fost capturată în Oceanul Indian.

Companiile din Dubai au fost criticate în trecut pentru încălcări ale drepturilor omului împotriva muncitorilor. Unii dintre cei 250.000 de muncitori străini din oraș ar trăi în condiții descrise de Human Rights Watch ca fiind „mai puțin decât umane”. Tratamentul inadecvat al muncitorilor străini a fost subiectul documentarului greu de realizat Slaves in Dubai (2009). Guvernul din Dubai a negat acuzațiile legate de injustiții asupra muncitorilor, declarând că acuzațiile organizațiilor de supraveghere (Human Rights Watch) sunt „eronate”. Realizatorul documentarului a explicat în interviuri că a fost necesar să lucreze sub acoperire pentru a evita descoperirea de către autorități, care impun amenzi mari reporterilor care încearcă să documenteze abuzurile privind drepturile omului, inclusiv condițiile muncitorilor din construcții.
La sfârșitul lunii martie 2006, guvernul a anunțat măsuri pentru a permite formarea de sindicate în construcții. Ministrul muncii din Emiratele Arabe Unite, Ali al-Kaabi, a declarat: „Muncitorilor li se va permite să formeze sindicate.” Cu toate acestea, din 2020, procuratura federală a clarificat că „reprezintă o infracțiune atunci când cel puțin trei angajați publici părăsesc colectiv locul de muncă sau una dintre îndatoriri pentru a atinge un scop ilegal. Fiecare angajat va fi pedepsit cu închisoare de cel puțin 6 luni și cel mult un an, deoarece absența afectează sănătatea sau securitatea publicului sau alte servicii publice de interes general.” Orice act de răspândire a discordiei între angajați va fi pedepsit cu închisoare, iar în toate cazurile, străinii vor fi deportați.
Actele homosexuale sunt ilegale conform legislației din Emiratele Arabe Unite. Libertatea de exprimare în Dubai este limitată, rezidenții și cetățenii riscând sancțiuni severe pentru criticarea familiei regale sau a legilor și culturii locale. Unii muncitori atrași de salariile mai mari disponibile în Dubai devin victime ale traficului de persoane sau muncii forțate, în timp ce unele femei sunt forțate să intre în creșterea comerțului sexual din Dubai, un centru al traficului de persoane și prostituției.
Defăimarea pe rețelele sociale este o infracțiune pedepsită în Dubai cu amenzi de până la jumătate de milion de dirhami și închisoare de până la 2 ani. În ianuarie 2020, trei expatriați srilankezi au fost amendați cu 500.000 de dirhami (136.000 USD) fiecare pentru postări islamofobe defăimătoare pe Facebook.
O victimă a violenței domestice, Tori Towey, a suferit abuzuri încă de la căsătoria sa din martie 2024. Ea locuia în Dubai și lucra ca însoțitoare de bord pentru Emirates Airlines. Când a încercat să ceară ajutor pentru prima dată în Dubai, Towey a fost luată în derâdere de un ofițer de poliție emiratez. Autoritățile au acuzat-o de tentativă de suicid și consum ilegal de alcool și i-au interzis să părăsească Dubaiul. Towey a fost ajutată de Radha Sterling, care a criticat sfaturile de călătorie oferite de Irlanda, susținând că acestea sunt „insuficiente” pentru a ajuta vizitatorii, în special femeile, să înțeleagă cum să interacționeze cu oficialii din Emiratele Arabe Unite. Sterling a declarat că este dificil să le explice turiștilor străini cum să rămână în siguranță în Emirate.

## Demografie

### Etnicitate și limbi
În septembrie 2019, populația Dubaiului era de 3.331.420 de persoane, înregistrând o creștere anuală de 177.020 de persoane, ceea ce reprezintă o rată de creștere de 5,64%. Suprafața regiunii este de 1.287,5 kilometri pătrați. Densitatea populației este de 408,18 persoane pe kilometru pătrat, de peste opt ori mai mare decât cea a întregii țări. Dubai este al doilea cel mai scump oraș din regiune și al 20-lea cel mai scump oraș din lume.
În 2013, doar aproximativ 15% din populația emiratului era formată din cetățeni ai EAU, restul fiind expatriați, mulți dintre aceștia aflându-se în țară de generații sau născuți în Emirate. Aproximativ 85% din populația de expatriați (și 71% din populația totală a emiratului) era asiatică, în principal indieni (51%) și pakistanezi (16%); alte grupuri asiatice semnificative includ bengalezii (9%) și filipinezii (3%). Se estimează că un sfert din populație (locală și străină) are origini iraniene. În plus, 16% din populație (sau 288.000 de persoane) care locuiesc în cazărmi colective pentru muncitori nu a fost identificată după etnie sau naționalitate, dar se crede că este predominant asiatică.
În Emiratele Arabe Unite trăiesc 461.000 de occidentali, reprezentând 5,1% din populația totală. Peste 100.000 de expatriați britanici locuiesc în Dubai, formând de departe cel mai mare grup de expatriați occidentali din oraș. Vârsta medie în emirat era de aproximativ 27 de ani. În 2014, rata natalității era estimată la 15,54 nașteri și rata mortalității la 1,99 decese la 1.000 de persoane. În oraș mai trăiesc și cetățeni arabi din alte țări, inclusiv din țările membre ale Consiliului de Cooperare al Golfului (GCC).
Araba este limba națională și oficială a Emiratelor Arabe Unite. Dialectul arab al Golfului este vorbit nativ de către emiratezi. Engleza este utilizată ca a doua limbă. Alte limbi majore vorbite în Dubai, datorită imigrației, includ malayalam, hindi, gujarati, urdu, persană, sindhi, tamil, punjabi, pashto, bengali, baluchi, tulu, kannada, sinhala, marathi, telugu, tagalog și chineză, alături de multe alte limbi.

### Religie
| Religii în Dubai (2014) | Religii în Dubai (2014) | Religii în Dubai (2014) | Religii în Dubai (2014) | Religii în Dubai (2014) |
| ----------------------- | ----------------------- | ----------------------- | ----------------------- | ----------------------- |
| Religie                 |                         |                         | Procent                 |                         |
| Islam                   | Islam                   |                         | 56%                     | 56%                     |
| Creștinism              | Creștinism              |                         | 25%                     | 25%                     |
| Hindu                   | Hindu                   |                         | 16%                     | 16%                     |
| Altele                  | Altele                  |                         | 2%                      | 2%                      |

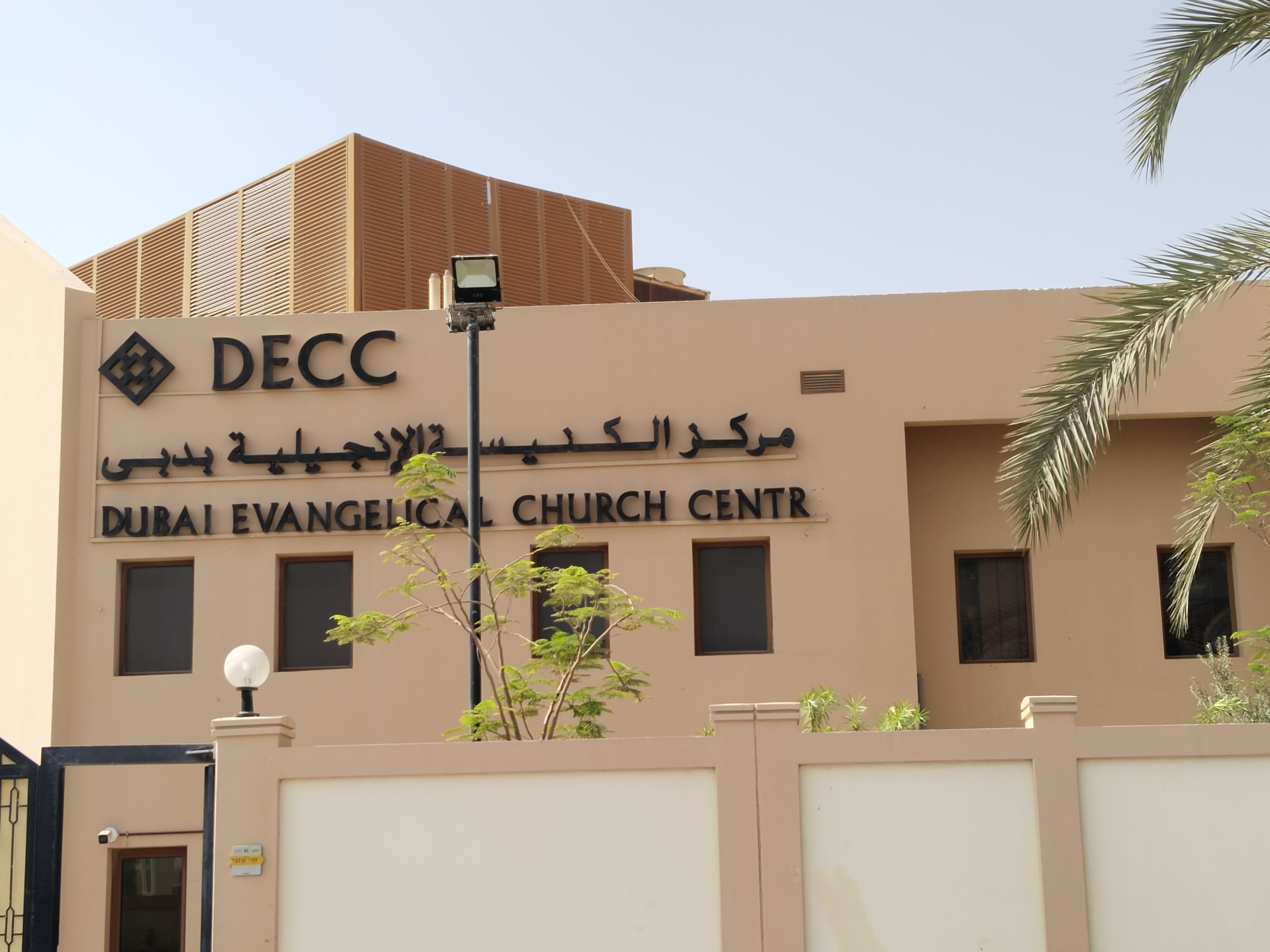
Biserica Creștină Unită din Dubai

Articolul 7 din Constituția Provizorie a EAU declară Islamul ca religie oficială de stat a Emiratelor Arabe Unite. Guvernul subvenționează aproape 95% dintre moschei și angajează toți imamii; aproximativ 5% dintre moschei sunt complet private, iar câteva moschei mari beneficiază de donații private semnificative. Toate moscheile din Dubai sunt administrate de Departamentul pentru Afaceri Islamice și Activități Caritabile, cunoscut și sub denumirea de "Awqaf," sub conducerea Guvernului din Dubai, iar toți imamii sunt numiți de Guvern. Constituția Emiratelor Arabe Unite garantează libertatea religiei. Expatriații care sunt considerați că predică ură religioasă sau promovează extremismul religios sunt, de obicei, închiși și deportați.
Dubai găzduiește comunități mari de creștini, hinduși, sikh, baháʼí, budiști și alte grupuri religioase, precum și o mică, dar în creștere, comunitate evreiască. În 2014, peste 56% dintre locuitorii Dubaiului erau musulmani, 25% erau creștini, 16% erau hinduși, iar aproximativ 2% aparțineau altor religii. Complexul Bisericilor din satul Jebel Ali este o zonă dedicată mai multor biserici și temple ale diferitelor confesiuni religioase, în special creștine.
Grupurile non-musulmane pot deține propriile lăcașuri de cult, unde își pot practica religia liber, prin solicitarea unui teren și a permisiunii de a construi un complex. Grupurile care nu au propriile clădiri pot folosi facilitățile altor organizații religioase sau se pot ruga în locuințe private. Grupurile religioase non-musulmane au, de asemenea, permisiunea de a-și promova deschis evenimentele și de a distribui diverse materiale religioase.
Catolicii sunt deserviți pastoral de Vicariatul Apostolic al Arabiei de Sud. Predicatorul britanic Reverend Andrew Thompson a afirmat că Emiratele Arabe Unite sunt unul dintre cele mai tolerante locuri din lume față de creștini și că este mai ușor să fii creștin în EAU decât în Regatul Unit.
Pe 5 aprilie 2020, Biserica lui Isus Hristos a Sfinților din Zilele din Urmă a anunțat construirea unui templu în Dubai. Ca parte a anunțului, președintele bisericii, Russell M. Nelson, a declarat: „Planul pentru un templu în Dubai vine ca răspuns la invitația lor plină de har, pe care o recunoaștem cu recunoștință.”

## Economie

Burj Khalifa

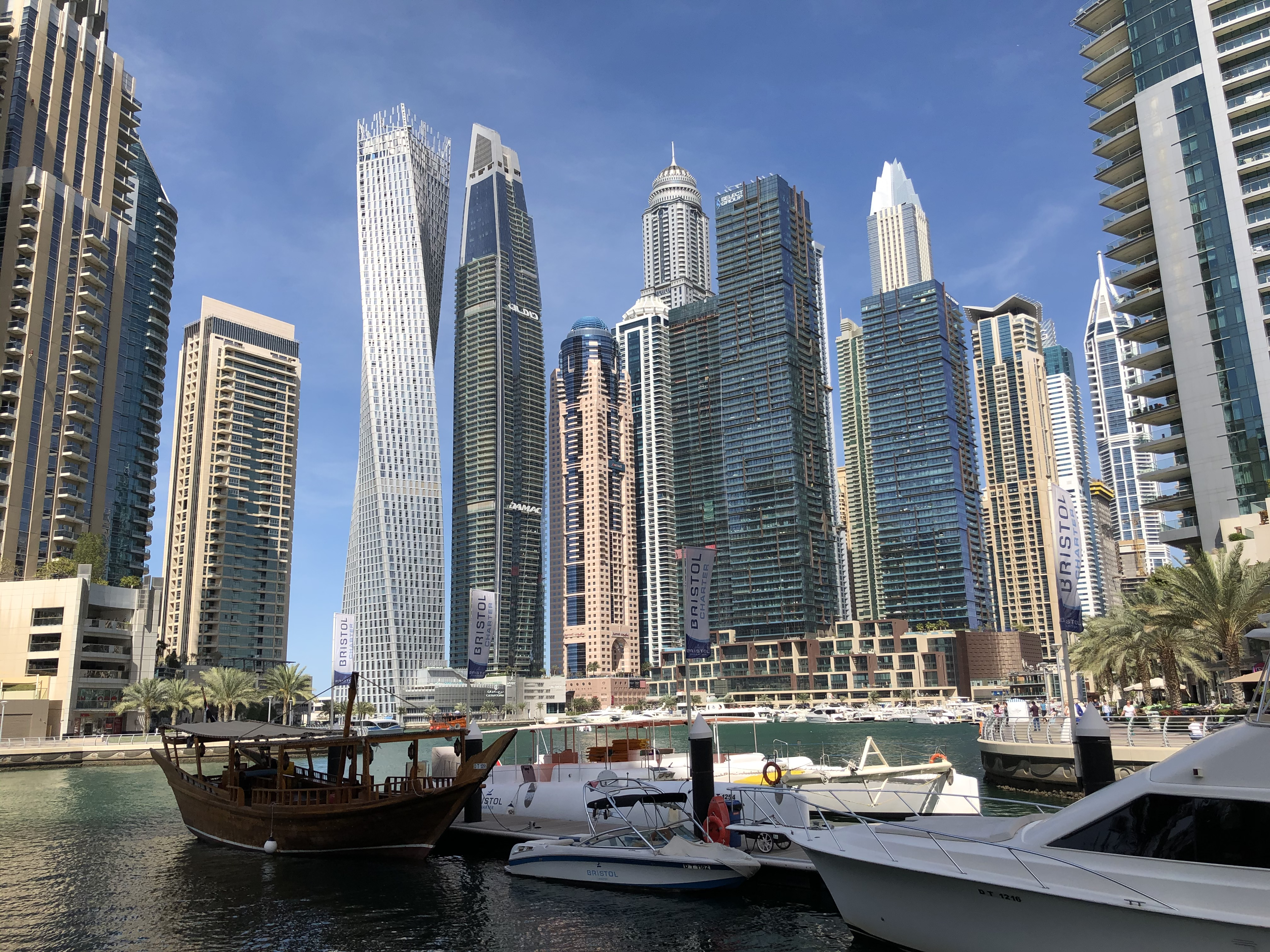
Dubai Marina

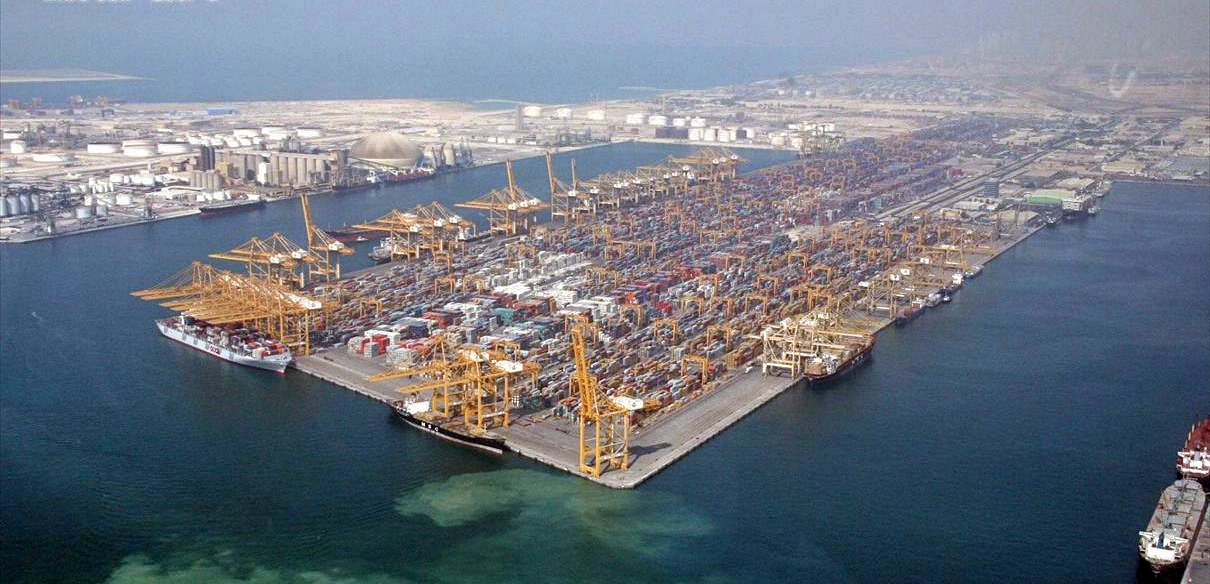
Portul Jebel Ali

Una dintre economiile cu cea mai rapidă creștere din lume, PIB-ul Dubaiului a fost estimat la peste 177 miliarde USD în 2021, cu o rată de creștere de 6,1% în 2014. Deși o parte din infrastructura comercială a Dubaiului a fost construită pe baza industriei petroliere, veniturile din petrol și gaze naturale reprezintă mai puțin de 5% din veniturile emiratului. Se estimează că Dubai produce între 50.000 și 70.000 de barili (7.900 până la 11.100 m³) de petrol pe zi, precum și cantități semnificative de gaze naturale din zăcăminte offshore. Cota emiratului din veniturile totale din gaze ale EAU este de aproximativ 2%. Rezervele de petrol ale Dubaiului s-au diminuat semnificativ și se estimează că vor fi epuizate în următorii 20 de ani. Cele mai mari contribuții la economia Dubaiului provin din sectorul imobiliar și al construcțiilor (22,6%), comerț (16%), tranzit comercial (15%) și servicii financiare (11%).
Comerțul exterior non-petrolier al Dubaiului a fost de 362 miliarde USD în 2014. Din totalul volumelor comerciale, importurile au avut cea mai mare pondere, în valoare de 230 miliarde USD, în timp ce exporturile și reexporturile s-au ridicat la 31 miliarde USD și respectiv 101 miliarde USD.
Până în 2014, China a devenit cel mai mare partener comercial internațional al Dubaiului, cu un volum total al comerțului de 47,7 miliarde USD, în creștere cu 29% față de 2013. India a ocupat locul al doilea, cu un volum comercial de 29,7 miliarde USD, urmată de Statele Unite, cu 22,62 miliarde USD. Arabia Saudită a fost al patrulea partener comercial global al Dubaiului și primul din GCC și lumea arabă, cu un volum total de 14,2 miliarde USD. Alte parteneriate importante au fost Germania (12,3 miliarde USD), Elveția și Japonia (11,72 miliarde USD fiecare), iar Marea Britanie a înregistrat 10,9 miliarde USD în comerț.
Portul Jebel Ali din Dubai, construit în anii 1970, este cel mai mare port artificial din lume și s-a clasat pe locul șapte la nivel global pentru volumul de trafic containerizat pe care îl gestionează. Dubai este, de asemenea, un hub pentru industrii de servicii, cum ar fi tehnologia informației și finanțele, având zone libere specializate în întreg orașul. Dubai Internet City și Dubai Media City fac parte din TECOM, o zonă liberă care găzduiește companii de IT și media precum Google, Microsoft, Dell, Inc., CNN, BBC și Reuters.
Dubai este cunoscut drept „Orașul Aurului” datorită comerțului extins cu aur. În prima jumătate a anului 2011, volumul total al comerțului cu aur din Dubai a ajuns la 580 de tone.
În 2024, Dubai s-a clasat pe locul 12 din 142 de orașe în Smart City Index. Tot în 2024, orașul a început să opereze cea mai mare instalație de transformare a deșeurilor în energie din lume, capabilă să alimenteze aproximativ 135.000 de locuințe, și a semnat un acord pentru dezvoltarea unui hub logistic pentru alimente, fructe și legume, care se preconizează că va fi cel mai mare de acest fel din lume.
De-a lungul anilor, Dubai a lansat proiecte majore pentru a sprijini economia și pentru a dezvolta diverse sectoare, cum ar fi Dubai Fashion 2020 și Dubai Design District, care a fost conceput să găzduiască designeri locali și internaționali.

### Imobiliare și proprietăți

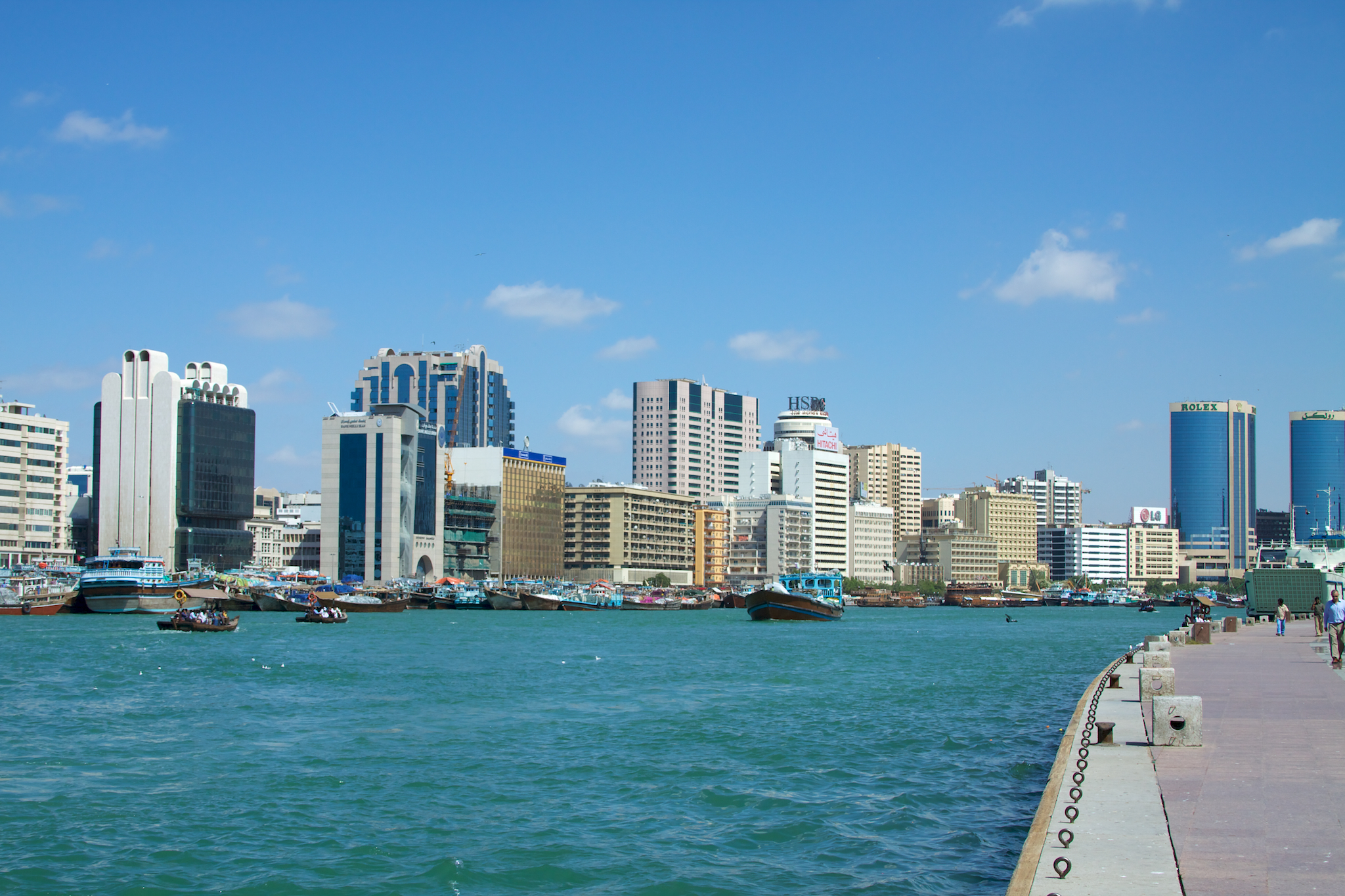
Dubai Creek, care separă Deira de Bur Dubai, a jucat un rol vital în dezvoltarea economică a orașului.

În septembrie 2019, șeicul Mohammed bin Rashid Al-Maktoum, conducătorul Dubaiului, a ordonat înființarea Comitetului Superior pentru Planificare Imobiliară pentru a studia și evalua proiectele viitoare de construcții imobiliare, cu scopul de a echilibra cererea și oferta. Această măsură a fost văzută ca o încercare de a încetini ritmul proiectelor de construcție în urma scăderii prețurilor proprietăților.
Decizia guvernului de a trece de la o economie bazată pe comerț și petrol la una orientată către servicii și turism a crescut valoarea proprietăților, determinând o apreciere a acestora între 2004 și 2006. Cu toate acestea, o evaluare pe termen lung a pieței imobiliare din Dubai a evidențiat o depreciere semnificativă; unele proprietăți și-au pierdut până la 64% din valoare între 2001 și noiembrie 2008. Proiectele de dezvoltare imobiliară la scară largă au dus la construcția unora dintre cele mai înalte zgârie-nori și proiecte din lume, cum ar fi Emirates Towers, Burj Khalifa, Palm Islands și cel mai scump hotel, Burj Al Arab.
Piața imobiliară a Dubaiului a suferit un declin major în 2008 și 2009, ca urmare a încetinirii economice globale. Până la începutul anului 2009, situația s-a agravat, recesiunea globală afectând grav valoarea proprietăților, construcțiile și ocuparea forței de muncă. În februarie 2009, datoria externă a Dubaiului era estimată la 80 miliarde USD, deși aceasta reprezenta o fracțiune mică din datoria suverană globală.
În Dubai, mulți proprietari de imobile sunt rezidenți sau investitori reali. Cu toate acestea, datele din 2020 ale Centrului pentru Studii Avansate de Apărare (C4ADS) au dezvăluit că unii proprietari de imobile din oraș erau implicați în activități criminale sau se aflau sub sancțiuni internaționale. Raportul "Dubai Uncovered" a menționat nume precum Daniel Kinahan, Alexander Borodai și Ruslan Baisarov, printre alții, care ar fi folosit piața imobiliară din Dubai pentru spălarea banilor.
De-a lungul anilor, Dubai a fost etichetat drept un hub major pentru spălarea banilor iliciți, în special prin intermediul pieței imobiliare. Investigația "Dubai Unlocked", realizată de jurnaliști din 75 de publicații media în colaborare cu OCCRP și E24, a arătat cum piața imobiliară din Dubai a devenit un refugiu pentru infractori, lideri ai traficului de droguri, fugari, politicieni corupți și persoane sancționate. Conform datelor din 2022, proprietățile deținute de străini în Dubai valorau aproximativ 160 miliarde USD.
În septembrie 2024, Dubai a înăsprit reglementările privind criptomonedele, cerând companiilor care promovează active digitale să includă avertismente clare și să dezvăluie riscurile asociate tranzacționării.
După februarie 2022, prețurile proprietăților din Dubai au crescut semnificativ, pe măsură ce rușii înstăriți au început să investească în imobiliare în urma invaziei Ucrainei. Din 2020, prețurile proprietăților în Dubai au crescut cu 124%. Potrivit unui raport al Observatorului Fiscal al UE și al Centrului Norvegian pentru Cercetări Fiscale, rușii au investit aproximativ 6,3 miliarde USD în proprietăți din Dubai, începând din 2022. Această creștere a prețurilor a determinat unii expatriați britanici să caute proprietăți în afara Dubaiului, în orașe precum Ras Al Khaimah.

### Turism

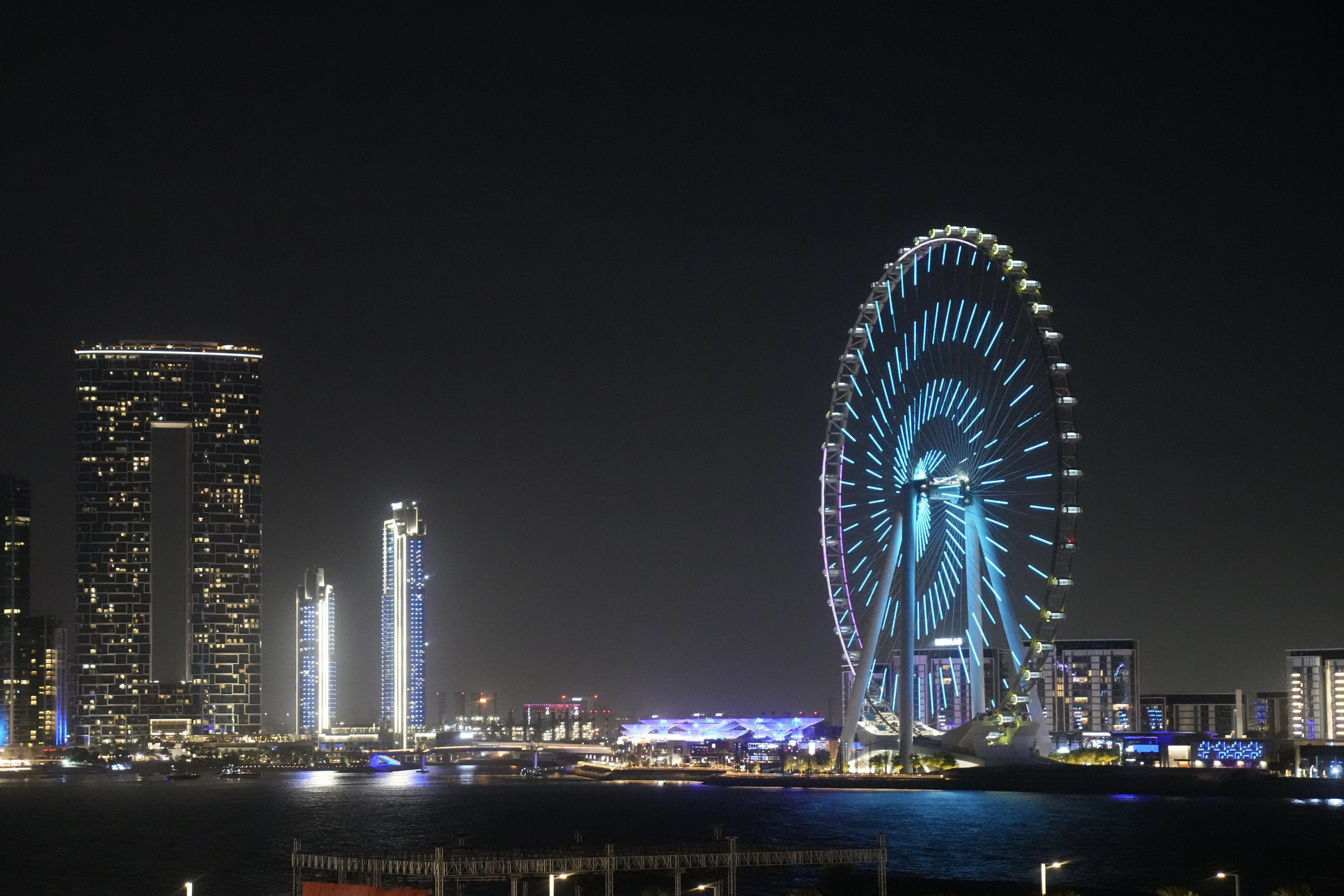
Ain Dubai

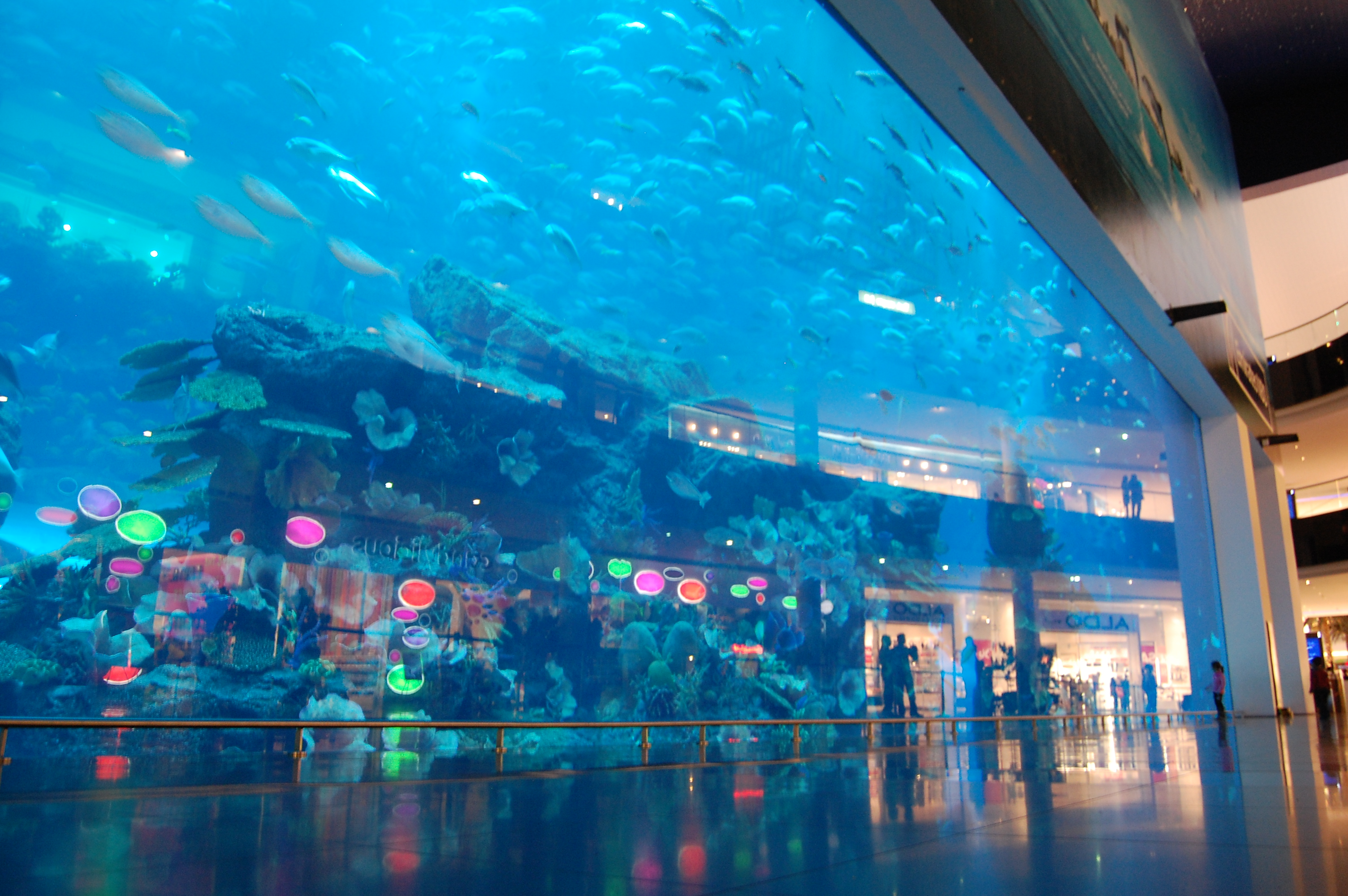
Acvariul Dubai Mall

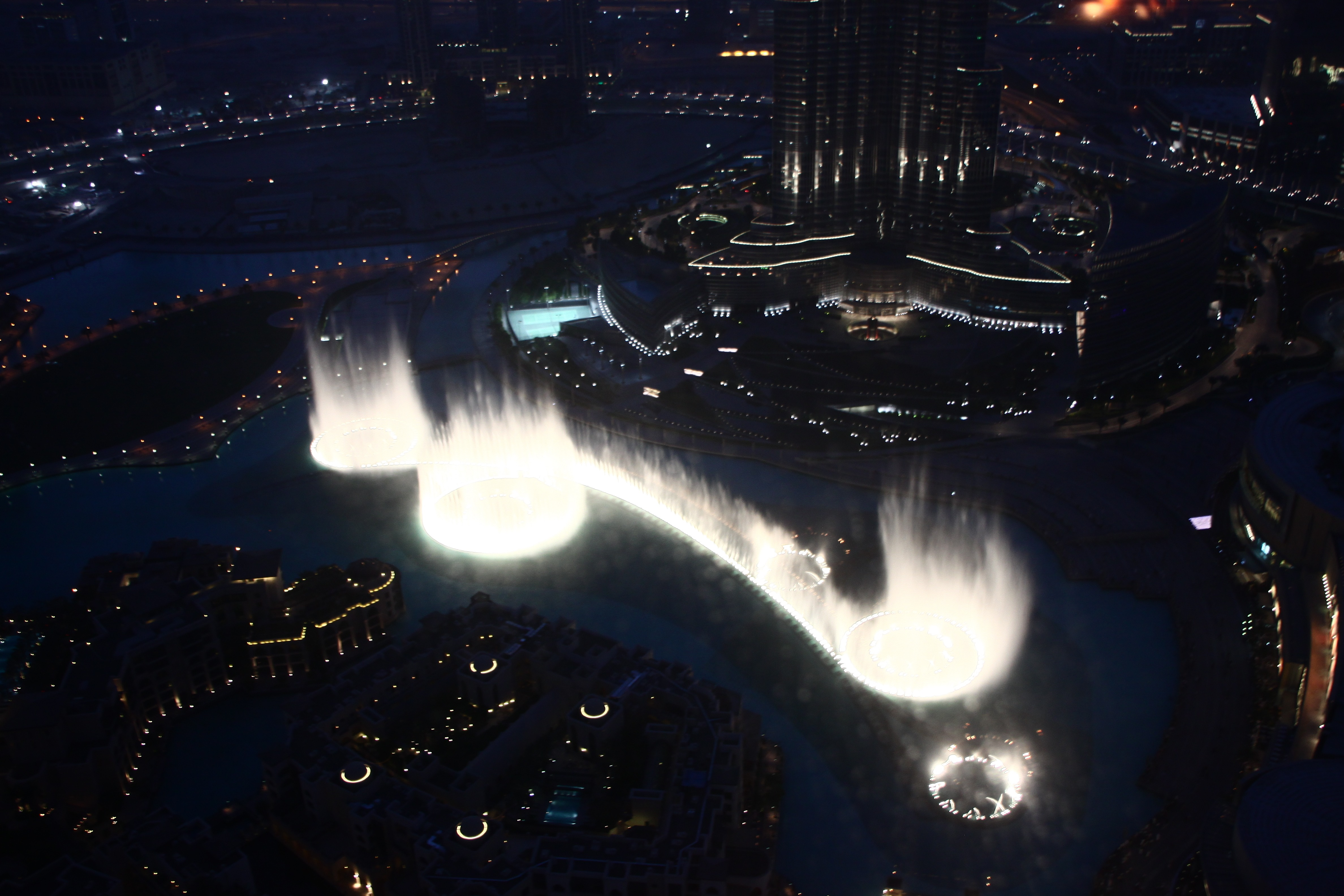
Fântâna Dubai din lacul Burj Khalifa, centrul orașului Dubai

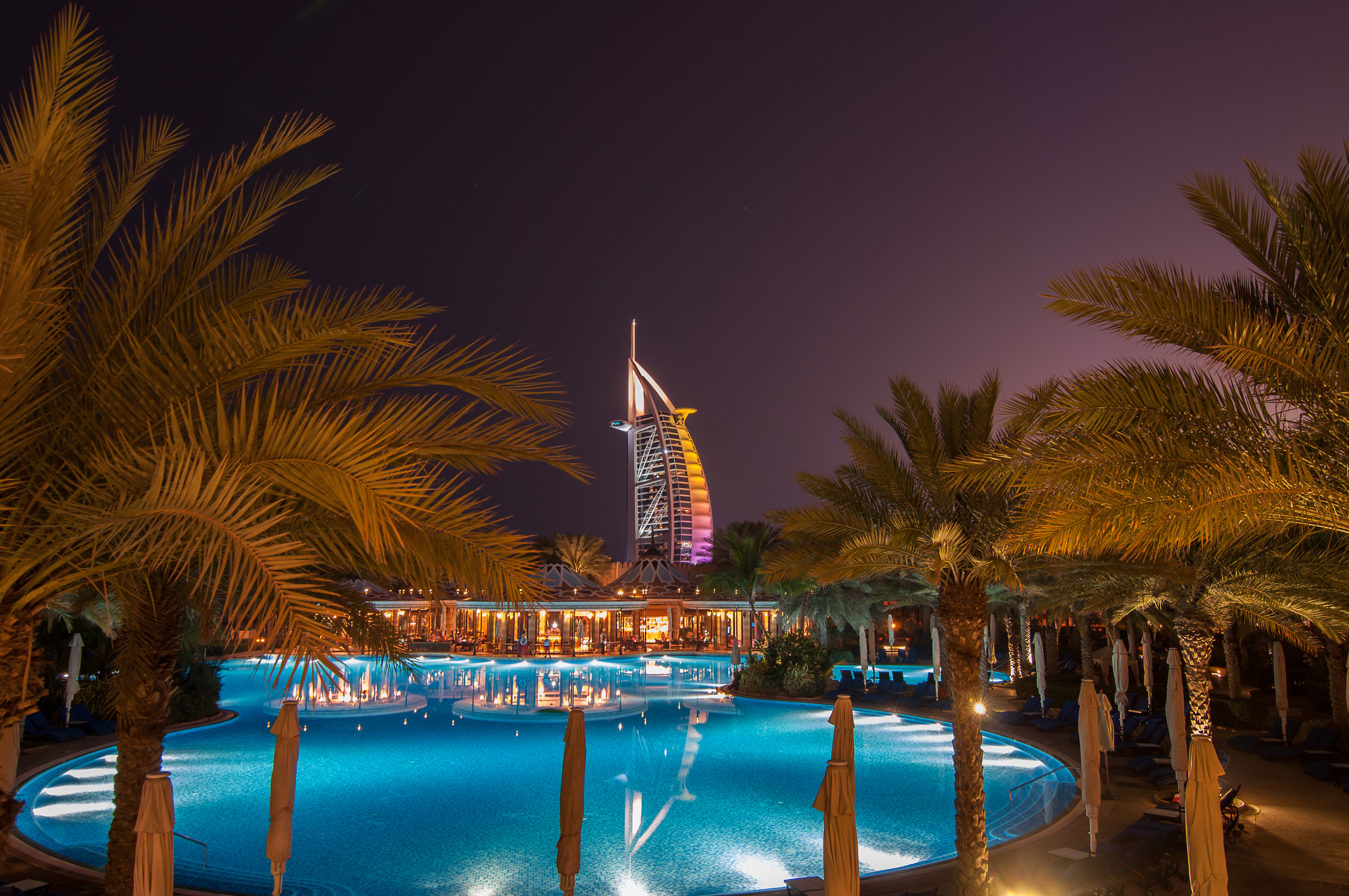
Vedere la Palm Jumeirah și Burj Al Arab

Turismul este o parte importantă a strategiei guvernului din Dubai pentru a menține fluxul de valută străină în emirat. Atracția Dubaiului pentru turiști se bazează în principal pe cumpărături, dar și pe deținerea altor atracții antice și moderne. În 2018, Dubai era al patrulea cel mai vizitat oraș din lume, pe baza numărului de vizitatori internaționali, și cel mai rapid în creștere, cu o rată de 10,7%. Orașul a găzduit 14,9 milioane de vizitatori peste noapte în 2016 și se estima că va ajunge la 20 de milioane de turiști până în 2020.
O atracție turistică importantă în Dubai este Burj Khalifa, în prezent cea mai înaltă clădire din lume, deși Jeddah Tower din Arabia Saudită urmărește să fie mai înaltă. Dubai a fost numit „capitala cumpărăturilor din Orientul Mijlociu” și are peste 70 de centre comerciale, inclusiv al doilea cel mai mare centru comercial din lume, The Dubai Mall. În iunie 2024, dezvoltatorul imobiliar din Emirate, Emaar Properties, a anunțat planuri de extindere a centrului comercial de 12 milioane de metri pătrați, cu un cost de 1,5 miliarde dirhami (408 milioane USD), adăugând 240 de magazine de lux și noi restaurante.
Dubai este, de asemenea, cunoscut pentru cartierele istorice de bazar situate pe ambele maluri ale canalului său. În mod tradițional, vasele dhow din Asia de Est, China, Sri Lanka și India descărcau mărfuri aici, iar bunurile erau negociate în bazarurile din apropierea docurilor. Dubai Creek a jucat un rol vital în susținerea vieții comunității din oraș și a fost resursa care a impulsionat inițial boom-ul economic al Dubaiului. Din septembrie 2013, Dubai Creek a fost propus ca sit al Patrimoniului Mondial UNESCO. Multe buticuri și magazine de bijuterii se găsesc și în oraș. Dubai este denumit și „Orașul Aurului”, deoarece Gold Souk din Deira găzduiește aproape 250 de magazine de aur.
Dubai Creek Park este, de asemenea, un punct de atracție turistică, oferind atracții precum Delfinariul, telecabina, plimbări cu cămile, trăsuri cu cai și spectacole de păsări exotice. Orașul are o gamă variată de parcuri, cum ar fi Safa Park, Mushrif Park și Hamriya Park, fiecare având un caracter distinct. De exemplu, Mushrif Park expune case din diferite colțuri ale lumii, prezentând atât caracteristicile arhitecturale exterioare, cât și interioare.
Printre cele mai populare plaje din Dubai se numără Umm Suqeim Beach, Al Mamzar Beach Park, JBR Open Beach, Kite Beach, Black Palace Beach și Royal Island Beach Club. Conform Indexului Global Mastercard al Orașelor Destinație din 2019, turiștii cheltuiesc mai mult în Dubai decât în orice altă țară. În 2018, Dubai a fost pe primul loc pentru al patrulea an consecutiv, cu cheltuieli totale de 30,82 miliarde USD și o cheltuială medie zilnică de 553 USD.
În octombrie 2019, Dubai a relaxat pentru prima dată legile privind alcoolul, permițând turiștilor să achiziționeze alcool din magazine controlate de stat. Anterior, alcoolul era accesibil doar localnicilor cu licențe speciale. Această schimbare crucială a politicii a avut loc în contextul unei crize economice severe care a dus la o scădere a vânzărilor de alcool.
În 2021, Emiratele Arabe Unite au fost clasate printre cele mai periculoase 20 de locuri pentru turiștii LGBTQ. În 2022, mai mulți turiști LGBTQ au întâmpinat probleme și au fost deportați din Dubai. De exemplu, în martie 2022, modelul transgender thailandez Rachaya Noppakaroon a fost trimis înapoi din Dubai din cauza identificării de gen din pașaport. Într-un alt caz, influencerul francez Ibrahim Godin a fost expulzat deoarece autoritățile au presupus că prietenul său masculin era partenerul său.
Dubai găzduiește, de asemenea, o companie de producție de bijuterii numită Aquae Jewels.

## Arhitectură

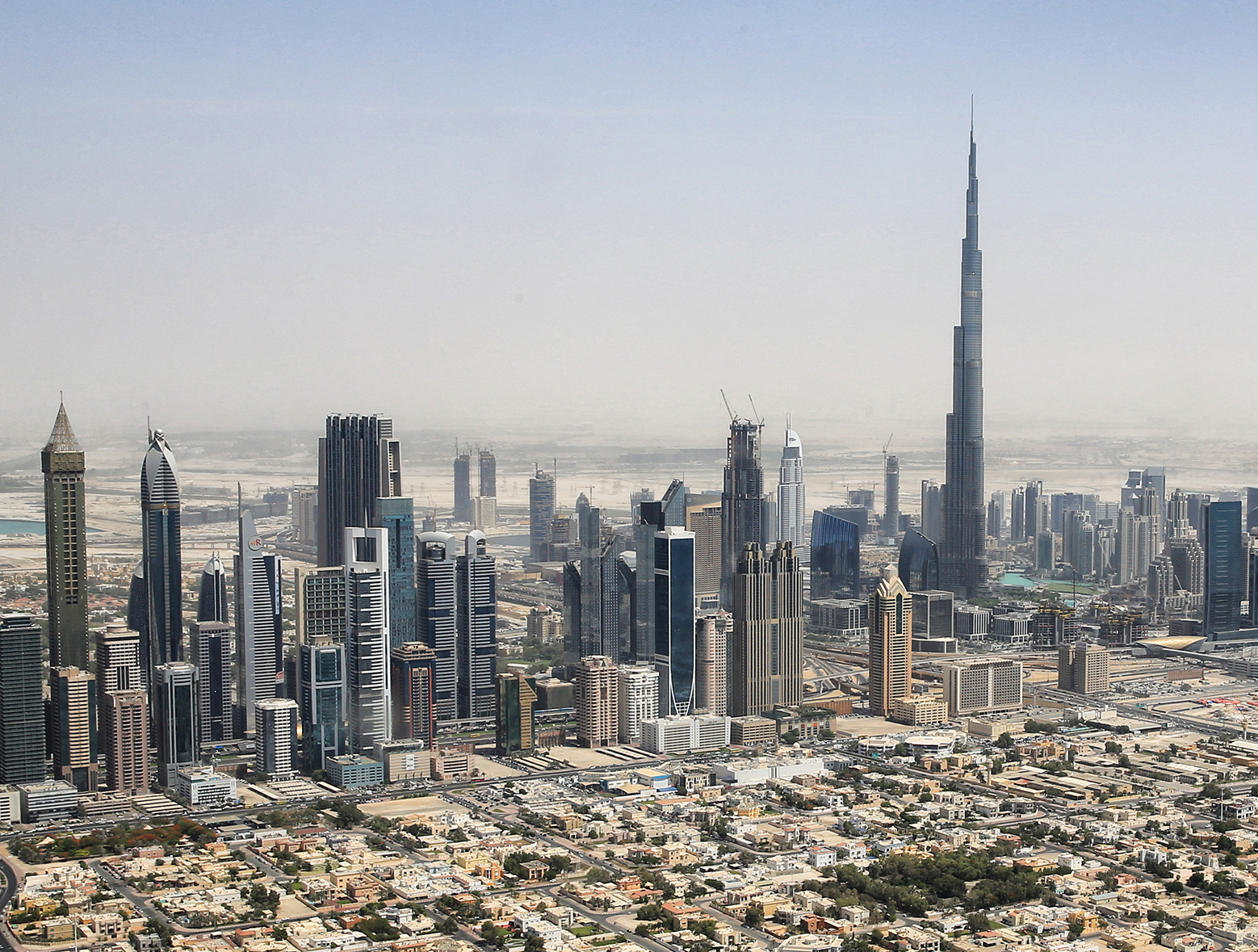
Vedere a centrului Dubaiului dintr-un elicopter în 2015

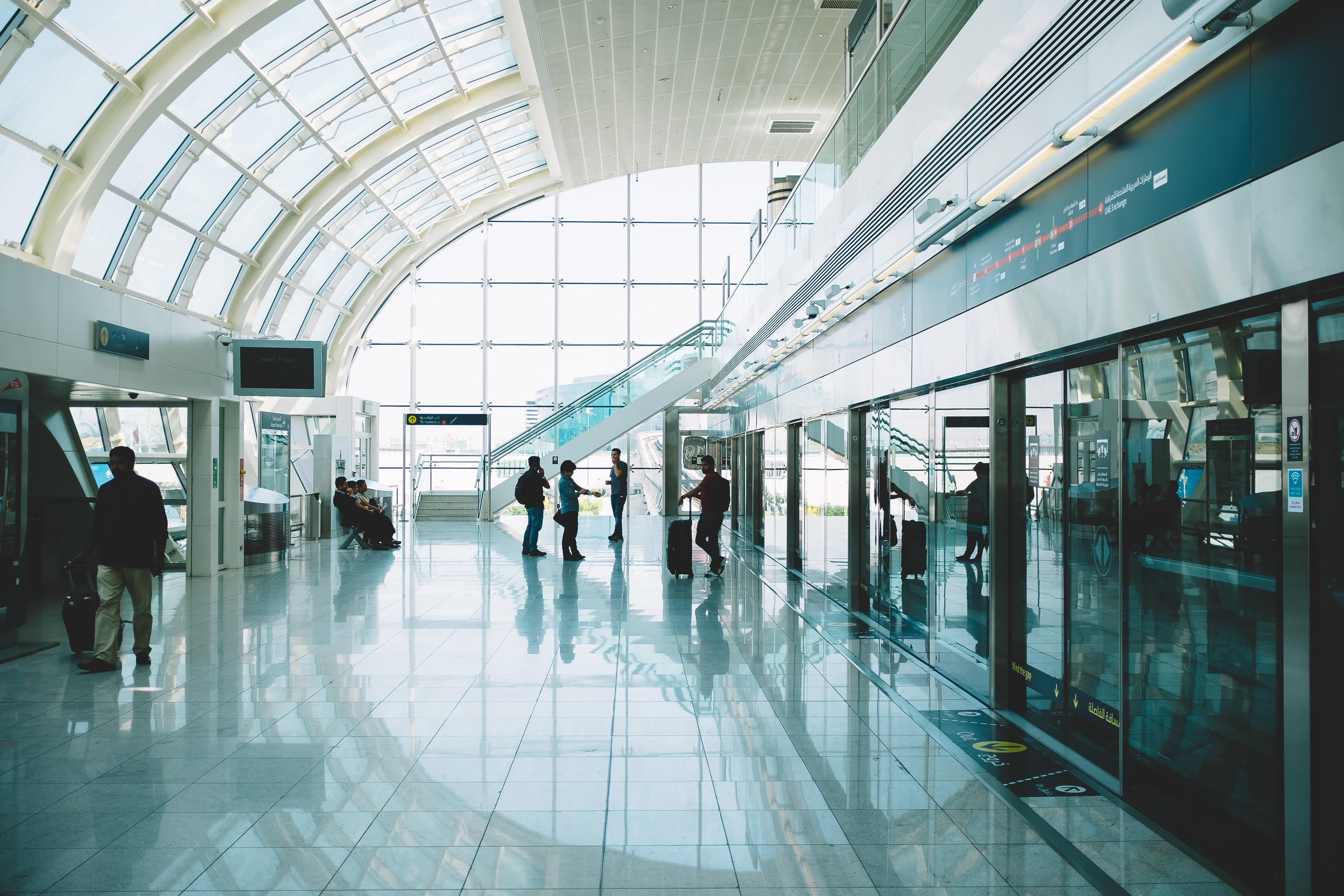
Interiorul unei stații de metrou din Dubai

Dubai deține o colecție bogată de clădiri și structuri în diverse stiluri arhitecturale. Multe interpretări moderne ale arhitecturii islamice pot fi găsite aici, datorită unui boom în construcții și inovații arhitecturale în lumea arabă, în general, și în special în Dubai. Acest proces a fost susținut nu doar de firme arabe de arhitectură și inginerie de top, precum Al Hashemi și Aedas, ci și de companii de prestigiu din New York (oraș) și Chicago.
Ca rezultat al acestui boom, arhitectura modernă islamică – și mondială – a fost literalmente ridicată la noi niveluri în designul și tehnologia zgârie-norilor. Dubai are acum mai multe clădiri finalizate sau încheiate cu o înălțime mai mare de 2/3 km (2.200 ft), 1/3 km (1.100 ft) sau 1/4 km (820 ft) decât orice alt oraș. Un punct culminant a fost atins în 2010, odată cu finalizarea Burj Khalifa (Turnul Khalifa), care este de departe cea mai înaltă clădire din lume, cu o înălțime de 829,8 m (2.722 ft). Designul Burj Khalifa este derivat din sistemele de modelare încorporate în arhitectura islamică, având amprenta clădirii bazată pe o versiune abstractizată a florii de deșert hymenocallis, specifică regiunii Dubai.
Finalizarea Turnului Khalifa, după boom-ul construcțiilor care a început în anii 1980, s-a accelerat în anii 1990 și a atins un ritm rapid în deceniul anilor 2000, a lăsat Dubai cu cel mai înalt orizont urban al lumii, începând cu 4 ianuarie 2010. În vârf, Burj Khalifa găzduiește al doilea cel mai înalt punct de observare din lume după Shanghai Tower, având și o terasă exterioară, fiind una dintre cele mai populare atracții turistice din Dubai, cu peste 1,87 milioane de vizitatori în 2013.
Turnul Creek a fost planificat în anii 2010 pentru a menține Dubai în topul celor mai înalte clădiri din lume. Totuși, construcția sa a fost suspendată pe termen nedeterminat în timpul pandemiei de coronavirus, iar un termen pentru reluarea proiectului nu a fost încă anunțat.

### Burj al Arab
Burj Al Arab (arabă: برج العرب, Turnul Arabilor), un hotel de lux, este frecvent descris drept „singurul hotel de 7 stele din lume”, deși conducerea sa nu a făcut niciodată această afirmație, ci a susținut că este o „proprietate de lux de cinci stele”. Termenul „hotel de 7 stele” a fost inventat de un jurnalist britanic pentru a descrie experiența sa inițială cu hotelul. Un purtător de cuvânt al Grupului Jumeirah a declarat: „Nu putem face prea multe pentru a opri acest lucru. Nu încurajăm utilizarea termenului. Nu l-am folosit niciodată în publicitatea noastră.” Hotelul a fost inaugurat în decembrie 1999.

### Burj Khalifa

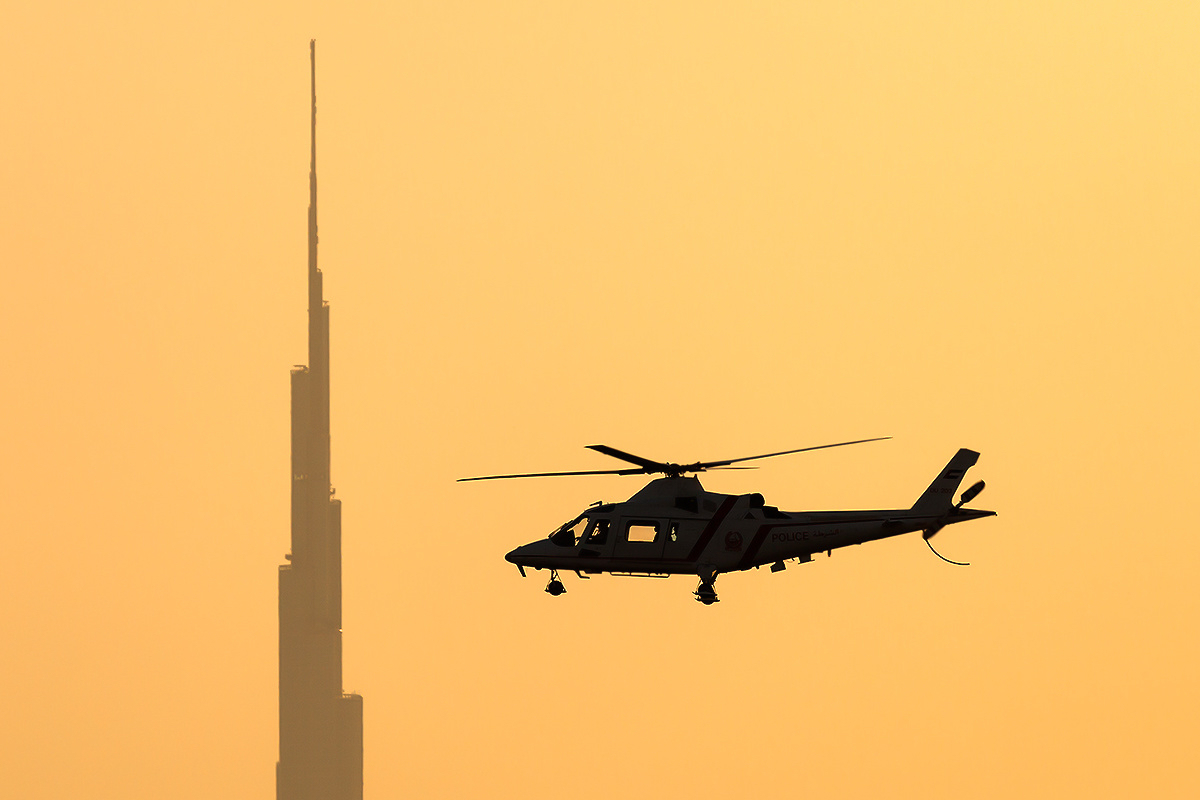
Elicopter Agusta A-109K-2 în zbor lângă Burj Khalifa

Burj Khalifa, cunoscut anterior sub numele de Burj Dubai înainte de inaugurare, este un zgârie-nori cu o înălțime de 828 de metri (2.717 ft) în Dubai, fiind cea mai înaltă clădire din lume. Turnul a fost inspirat de structura florii de deșert Hymenocallis. Construcția sa a implicat peste 30 de companii contractante din întreaga lume și muncitori dintr-o sută de naționalități. Este un simbol arhitectural, denumit în onoarea șeicului Khalifa bin Zayed Al Nahyan. Clădirea a fost inaugurată pe 4 ianuarie 2010.

### Palm Jumeirah

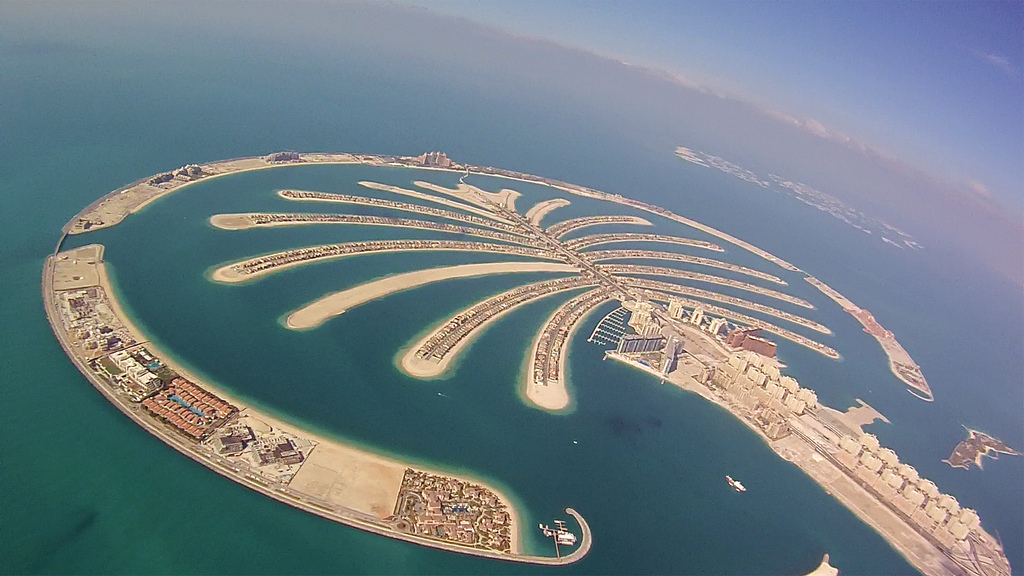
Palm Jumeirah

Palm Jumeirah este un arhipelag artificial, creat prin lucrări de recuperare a terenului realizate de Nakheel Properties, o companie deținută de guvernul din Dubai, și proiectat și dezvoltat de Helman Hurley Charvat Peacock/Architects, Inc. Este una dintre cele trei insule planificate, denumite Insulele Palm, care se extind în Golful Persic. Palm Jumeirah este cea mai mică și originală dintre cele trei Insule Palm și se află în zona de coastă Jumeirah din Dubai. Construcția sa a avut loc între 2001 și 2006.

### Insulele Lumii
The World Islands este un arhipelag format din insule artificiale mici, construite sub forma unei hărți a lumii, situat în apele Golfului Persic, la 4,0 kilometri (2,5 mile) de coasta Dubaiului, Emiratele Arabe Unite. Insulele sunt compuse în principal din nisip dragat din apele de mică adâncime ale coastei Dubaiului și fac parte din mai multe proiecte de dezvoltare a insulelor artificiale din Dubai. Suprafața fiecărei insule variază între 250.000 și 900.000 de metri pătrați. Insulele sunt aranjate sub forma unei hărți a lumii, iar arhipelagul acoperă aproximativ 9 km în lățime.

### Dubai Miracle Garden
Pe 14 februarie 2013, Dubai Miracle Garden, o grădină de flori cu o suprafață de 72.000 de metri pătrați (236.000 de picioare), a fost inaugurată în Dubailand. Este cea mai mare grădină de flori din lume. Grădina expune peste 50 de milioane de flori, reprezentând mai mult de 70 de specii de plante cu flori.
Grădina folosește apă uzată tratată din rețeaua municipalității orașului și utilizează metoda de irigare prin picurare pentru a uda plantele. În timpul sezonului de vară, dinspre sfârșitul lunii mai până în septembrie, când climatul devine extrem de fierbinte, cu o temperatură medie maximă de aproximativ 40 °C (104 °F), grădina rămâne închisă.

### Dubai Marina

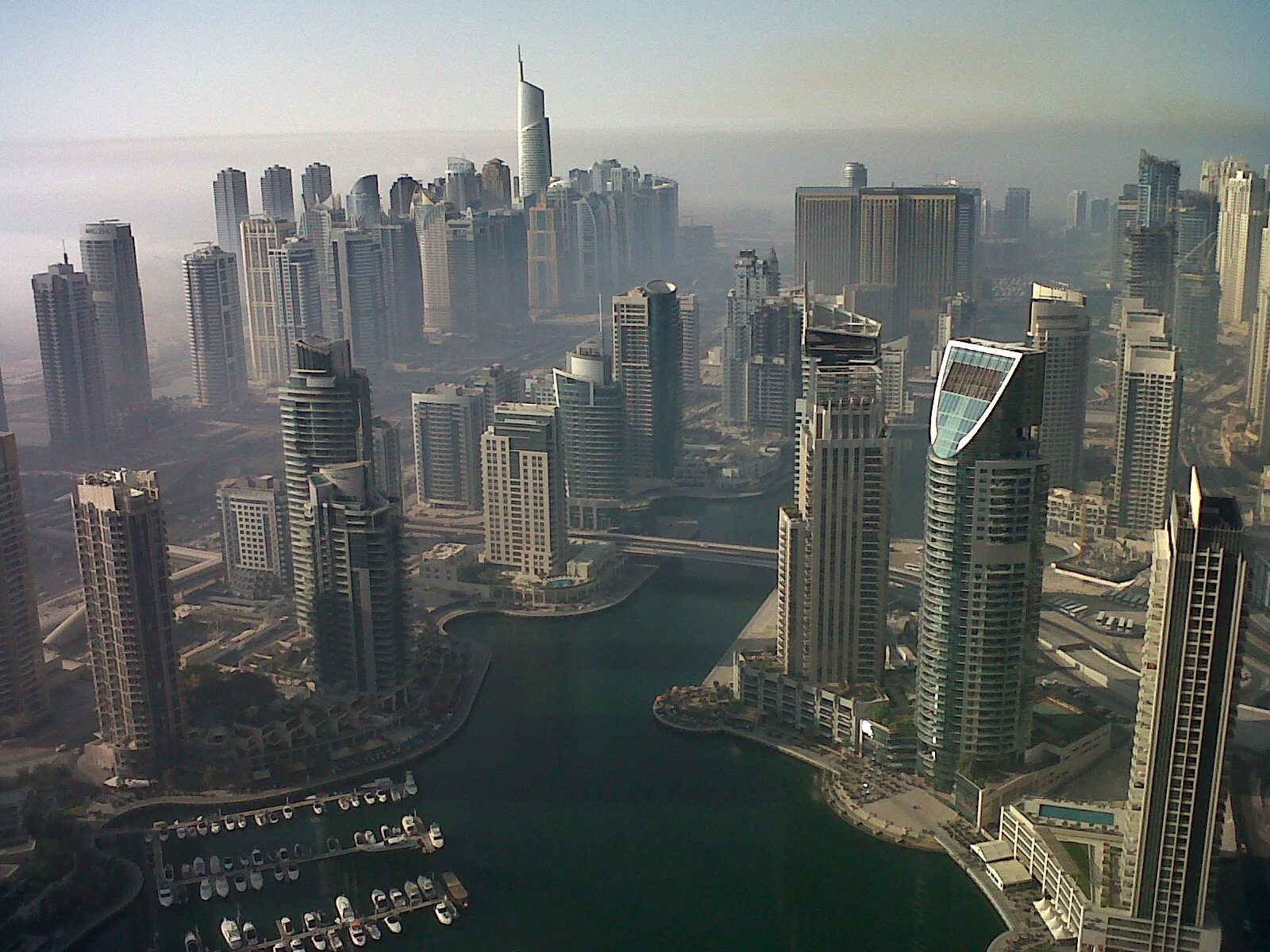
Dubai Marina

Dubai Marina este un oraș-canal artificial, construit de-a lungul unei porțiuni de 3 kilometri (2 mile) de-a lungul coastei Golfului Persic. În 2018, avea o populație de 55.052 de locuitori. Când întreaga dezvoltare va fi finalizată, va putea găzdui peste 120.000 de persoane în turnuri rezidențiale și vile.
Zona Dubai Marina, care se întinde pe 50 de milioane de metri pătrați, include ca element central un canal de apă de 3,5 kilometri, considerat inima dezvoltării. Canalul oferă acces dublu la mare, ceea ce transformă Dubai Marina într-o destinație importantă pentru navigație.
Marina este situată la Intersecția 5, între Portul Jebel Ali și zonele care găzduiesc Dubai Internet City, Dubai Media City și Universitatea Americană din Dubai. Prima fază a acestui proiect a fost finalizată.
Dubai Marina a fost inspirată de proiectul Concord Pacific Place de-a lungul False Creek din Vancouver, Columbia Britanică, Canada. Datorită proximității sale față de marea deschisă, au existat numeroase cazuri în care fauna marină (în special balene și rechini) a intrat în marină.

## Transport
Transportul în Dubai este gestionat de Autoritatea pentru Drumuri și Transport (RTA), o agenție a guvernului din Dubai, înființată printr-un decret regal în 2005. Rețeaua de transport public s-a confruntat în trecut cu probleme legate de congestie și fiabilitate, pe care un program amplu de investiții le-a abordat. Acest program a inclus îmbunătățiri în valoare de peste 70 de miliarde AED, planificate pentru finalizare până în 2020, când populația orașului era estimată să depășească 3,5 milioane de locuitori.
Conform statisticilor municipalității din Dubai, în 2009 existau aproximativ 1.021.880 de mașini în oraș. În ianuarie 2010, proporția rezidenților din Dubai care foloseau transportul public era de 6%.

### Străzi

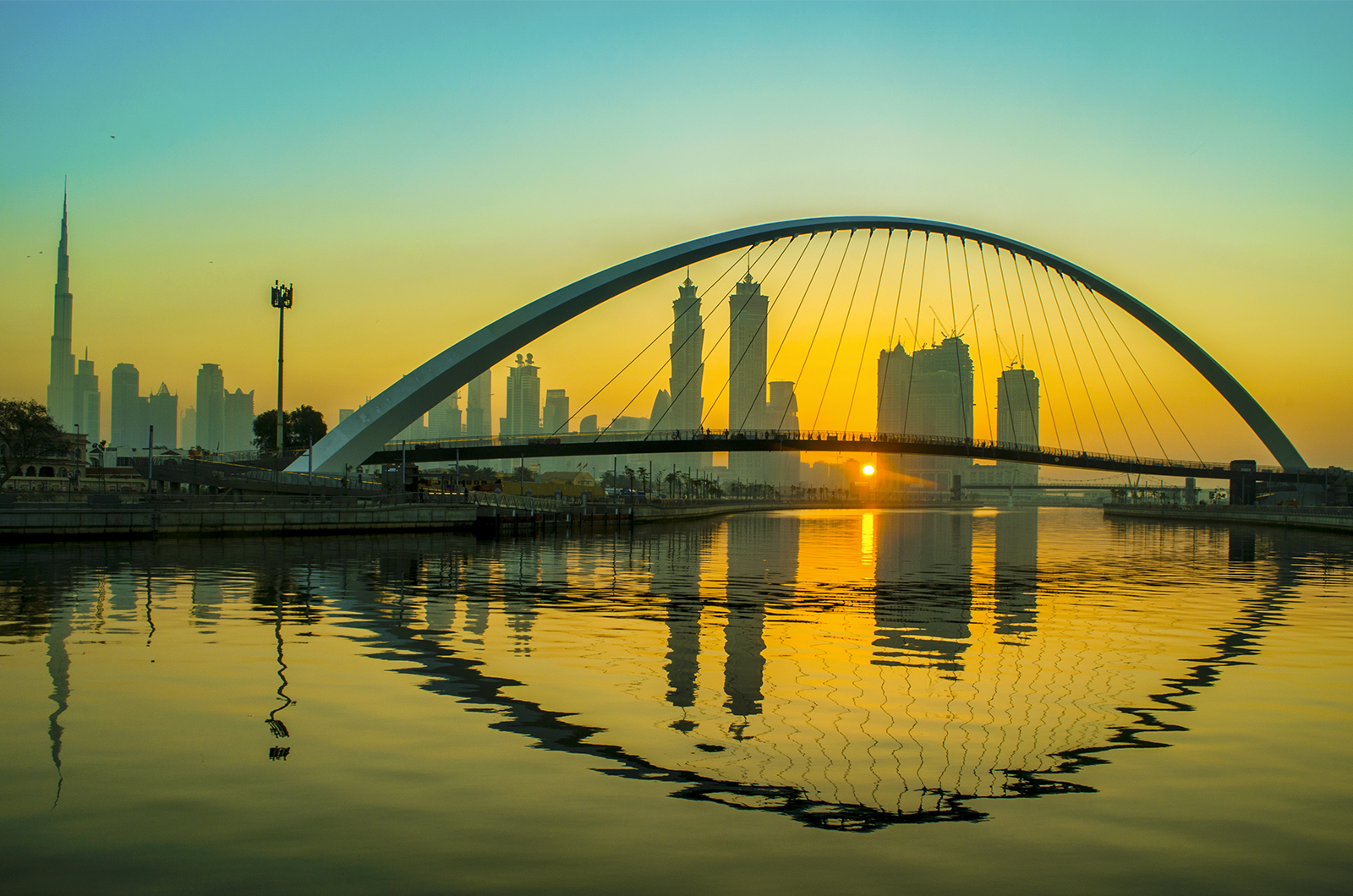
Podul Toleranței din Golful Afacerilor

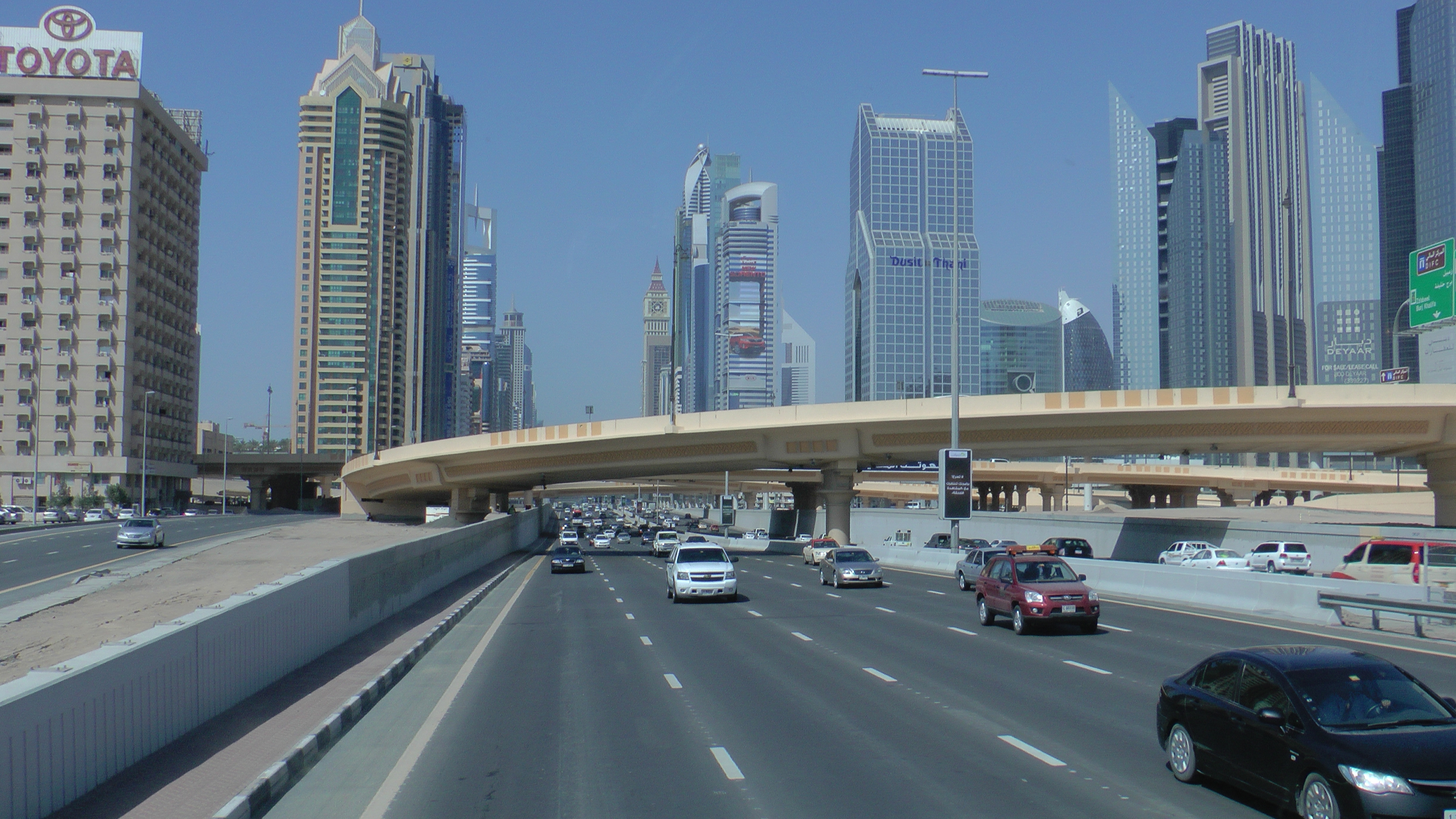
Șoseaua E11

Cinci rute principale – E 11 (Sheikh Zayed Road), E 311 (Sheikh Mohammed Bin Zayed Road), E 44 (Dubai-Hatta Highway), E 77 (Dubai-Al Habab Road) și E 66 (Oud Metha Road, Dubai-Al Ain Road sau Tahnoun Bin Mohammad Al Nahyan Road) – traversează Dubaiul, conectând orașul cu alte localități și emirate. De asemenea, mai multe rute importante intra-urbane, precum D 89 (Al Maktoum Road/Airport Road), D 85 (Baniyas Road), D 75 (Sheikh Rashid Road), D 73 (Al Dhiyafa Road, acum redenumită 2 December Street), D 94 (Jumeirah Road) și D 92 (Al Khaleej/Al Wasl Road), leagă diferitele zone ale orașului. Secțiunile estică și vestică ale orașului sunt conectate prin Al Maktoum Bridge, Al Garhoud Bridge, Al Shindagha Tunnel, Business Bay Crossing și Floating Bridge.
Sistemul public de transport cu autobuze din Dubai este administrat de RTA. Acesta operează 140 de rute și a transportat peste 109 milioane de persoane în 2008. Până la sfârșitul anului 2010, au fost introduse în serviciu 2.100 de autobuze în întregul oraș. În 2006, autoritatea de transport a anunțat construirea a 500 de adăposturi de așteptare pentru pasageri cu aer condiționat și a planificat construirea a încă 1.000 în tot emiratul, ca parte a unei inițiative de încurajare a utilizării autobuzelor publice.
Toate serviciile de taxi sunt licențiate de RTA. Taxiurile licențiate din Dubai sunt ușor de recunoscut datorită caroseriei de culoare crem, iar culorile variate ale acoperișului indică operatorul. Dubai Taxi Corporation, o divizie a RTA, este cel mai mare operator și are taxiuri cu acoperișuri roșii. Există cinci operatori privați: Metro Taxis (acoperișuri portocalii), Network Taxis (acoperișuri galbene), Cars Taxis (acoperișuri albastre), Arabia Taxis (acoperișuri verzi) și City Taxis (acoperișuri mov). În plus, există un serviciu de taxiuri pentru femei și familii (acoperișuri roz), cu șoferițe, destinat exclusiv femeilor și copiilor. Peste 3.000 de taxiuri operează în emirat, realizând o medie de 192.000 de curse zilnice și transportând aproximativ 385.000 de persoane. În 2009, numărul total al curselor de taxi a depășit 70 de milioane, deservind aproximativ 140,45 milioane de pasageri.

### Transport aerian

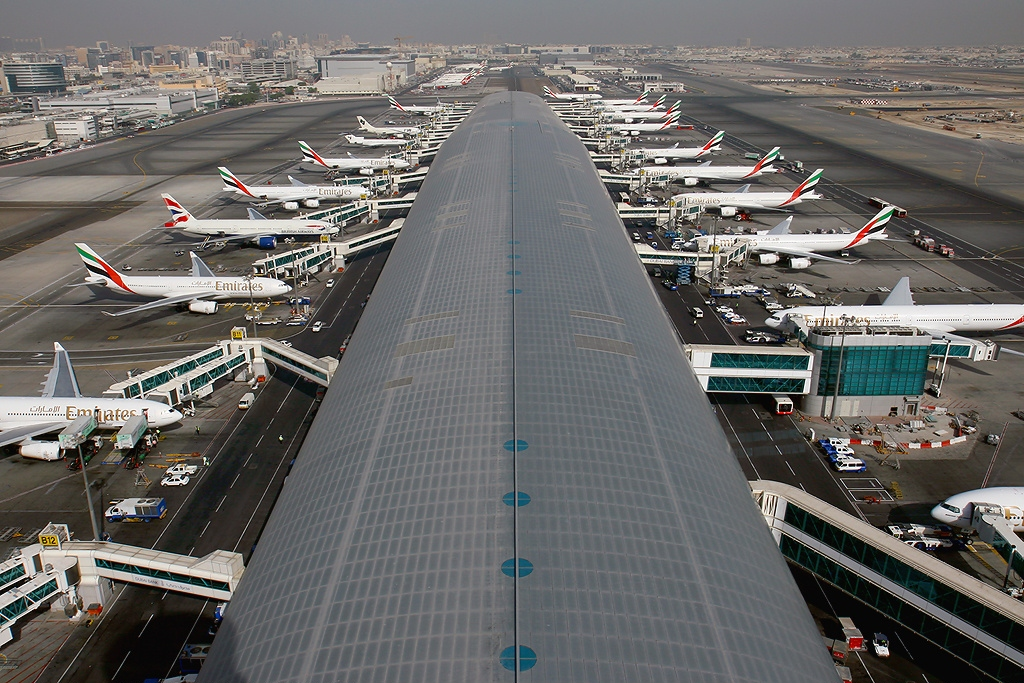
Aeroportul Internațional Dubai este cel mai aglomerat aeroport din lume în ceea ce privește traficul internațional de pasageri.

Aeroportul Internațional Dubai (IATA: DXB), hub-ul companiei aeriene Emirates Airline, deserveste orașul Dubai și alte emirate din țară. Aeroportul este al treilea cel mai aglomerat din lume după traficul de pasageri și cel mai aglomerat aeroport din lume pentru traficul internațional de pasageri. Pe lângă rolul său important ca hub pentru pasageri, aeroportul este al șaselea cel mai aglomerat din lume în ceea ce privește transportul de marfă, gestionând 2,37 milioane de tone de marfă în 2014. Emirates este compania aeriană națională a Dubaiului. În 2018, opera la nivel internațional, deservind peste 150 de destinații în peste 70 de țări de pe șase continente.
Dezvoltarea Aeroportului Internațional Al Maktoum (IATA: DWC) a fost anunțată în 2004. Prima fază a aeroportului, care include o pistă capabilă să deservească avioane A380, 64 de locuri de staționare remote, un terminal de marfă cu o capacitate anuală de 250.000 de tone de marfă și un terminal pentru pasageri proiectat să acomodeze cinci milioane de pasageri pe an, a fost deja deschisă. La finalizarea sa, Dubai World Central-Al Maktoum International va fi cel mai mare aeroport din lume, având cinci piste, patru terminale și o capacitate de 160 de milioane de pasageri și 12 milioane de tone de marfă.

### Transport feroviar

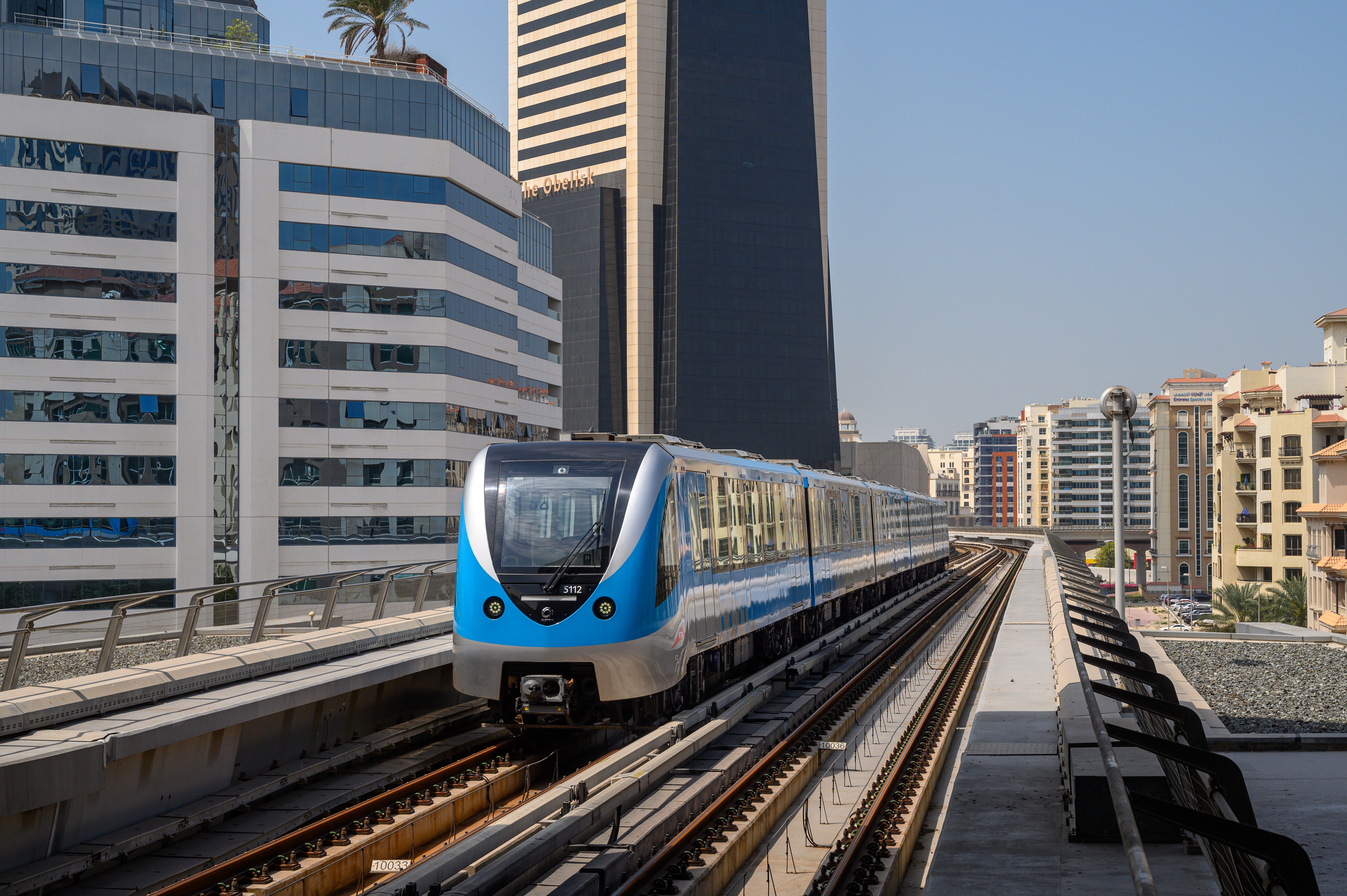
Metroul Dubai este primul tip de transport feroviar din Emiratele Arabe Unite și este prima rețea de trenuri urbane din Peninsula Arabă.

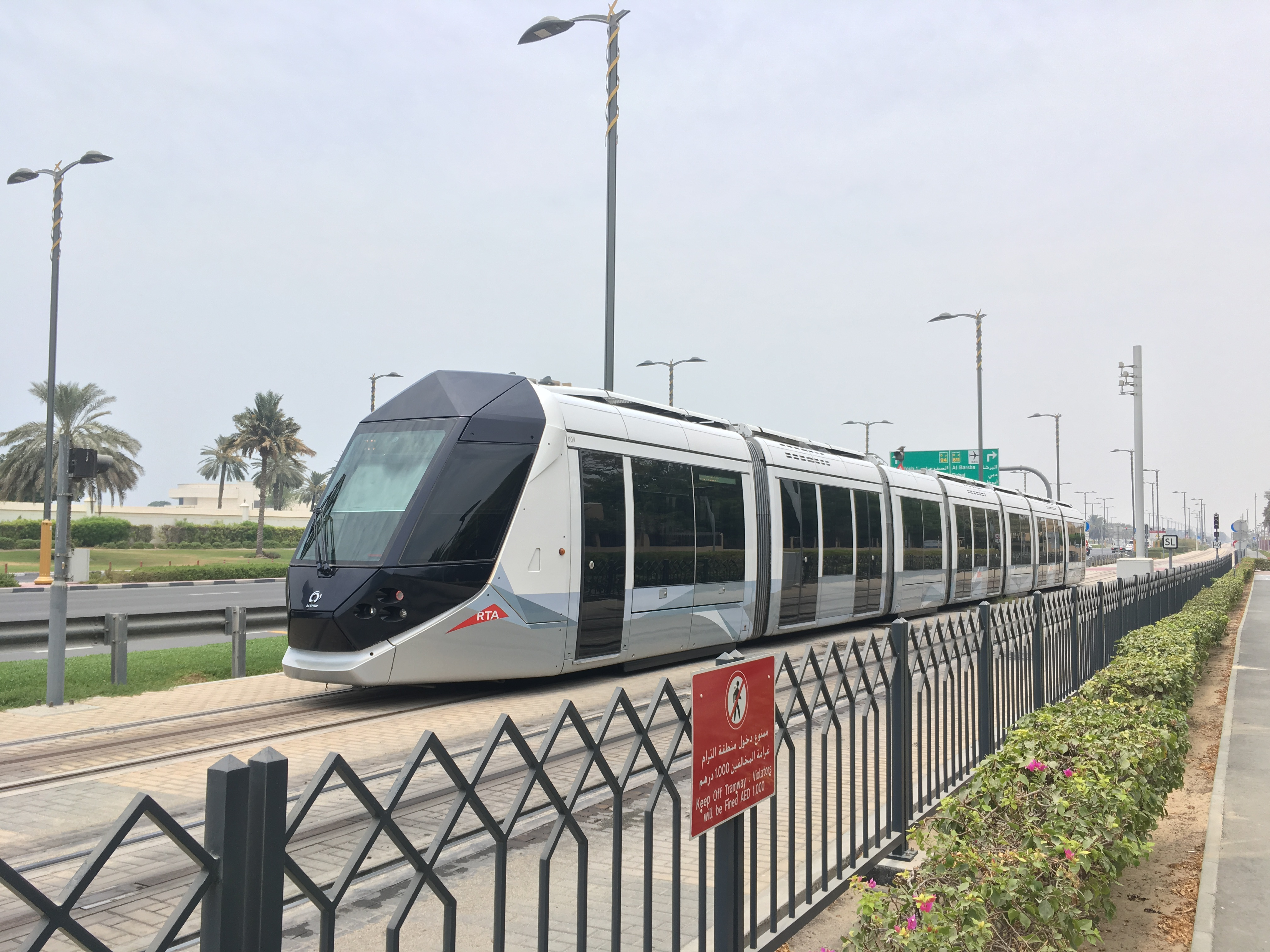
Tramvaiul Dubai este una dintre primele rețele de tramvaie complet la nivelul solului din lume.

Metroul din Dubai constă din două linii (Linia Roșie și Linia Verde) care traversează zonele financiare și rezidențiale ale orașului. A fost inaugurat în septembrie 2009. Compania internațională britanică Serco este responsabilă pentru operarea metroului. Linia Roșie este coloana vertebrală principală, având 29 de stații (4 subterane, 24 supraterane și 1 la nivelul solului), care se întind de la stația Rashidiya până la stația UAE Xchange din Jebel Ali. Linia Verde, care circulă de la stația Etisalat până la stația Creek, are 20 de stații (8 subterane și 12 supraterane). O extensie a Liniei Roșii care conectează situl EXPO 2020 a fost deschisă pe 1 iunie 2021. De asemenea, sunt planificate o Linie Albastră și o Linie Violet. Metroul din Dubai este prima rețea urbană de trenuri din Peninsula Arabică. Trenurile sunt complet automate și fără mecanic.
O linie de monorail care conectează Palm Jumeirah cu partea continentală a fost deschisă pe 30 aprilie 2009. Este primul monorail din Orientul Mijlociu. Este planificată o extensie pentru a conecta această linie cu Linia Roșie a Metroului din Dubai.
O linie de tramvai situată în Al Sufouh va avea o lungime de 14,5 km și va circula de-a lungul Al Sufouh Road, de la Dubai Marina până la Burj Al Arab și Mall of the Emirates, cu două interconectări cu Linia Roșie a metroului. Prima secțiune, o linie de tramvai lungă de 10,6 km care deservește 11 stații, a fost deschisă în 2014.
Dubai a anunțat că va finaliza o legătură a sistemului feroviar de mare viteză din EAU, care este planificat să conecteze întregul GCC (Consiliul de Cooperare al Golfului) și, posibil, Europa. Sistemul feroviar de mare viteză va deservi atât pasageri, cât și transportul de marfă.

### Transport pe apă

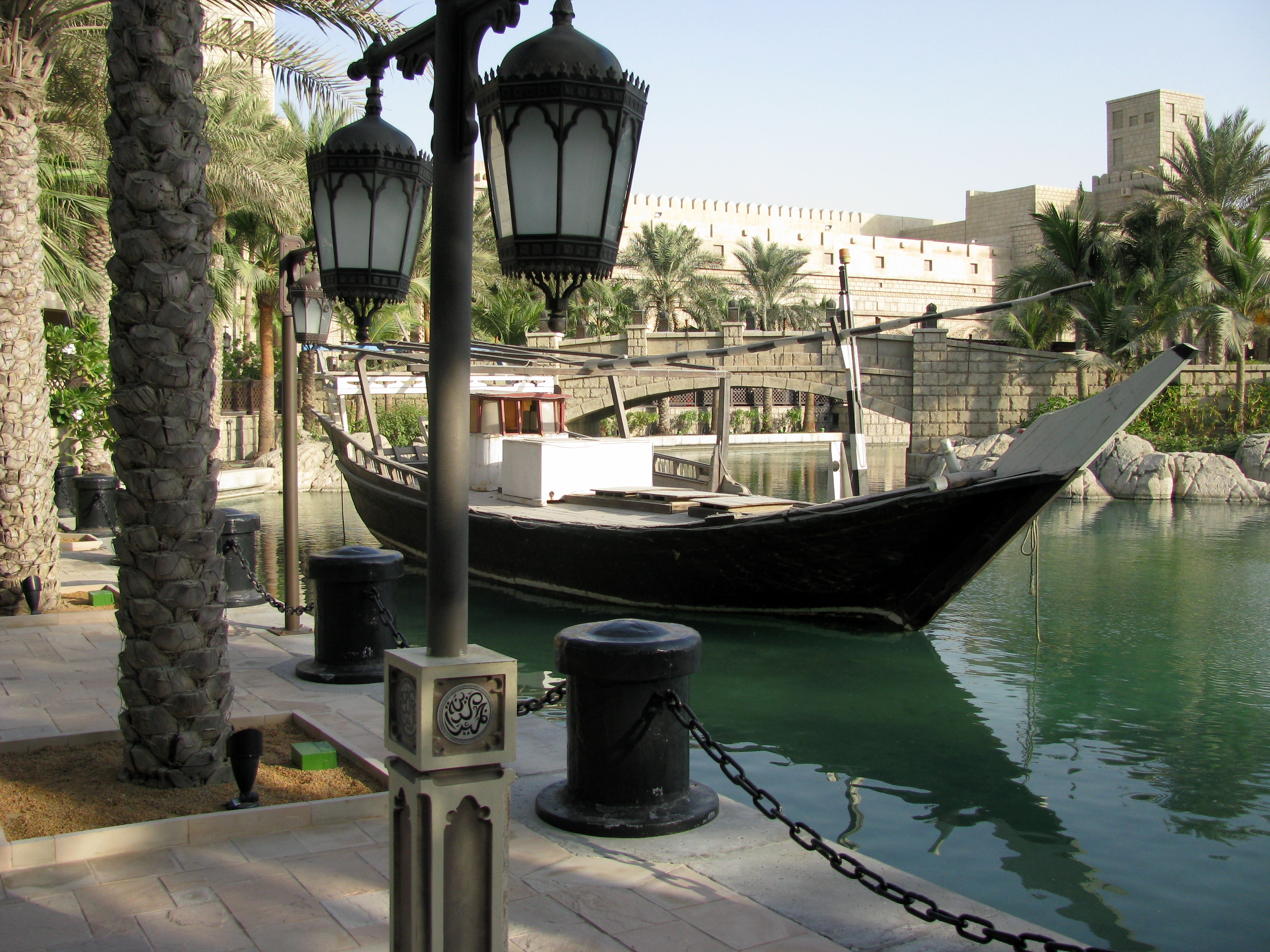
Abra și dhow-urile sunt moduri tradiționale de transport pe căile navigabile.

Dubai are două porturi comerciale majore, Port Rashid și Portul Jebel Ali. Portul Jebel Ali este cel mai mare port artificial din lume, cel mai mare port din Orientul Mijlociu și al șaptelea cel mai aglomerat port din lume. Una dintre metodele tradiționale de a traversa de la Bur Dubai la Deira este utilizarea abra-urilor, mici bărci care transportă pasageri peste Dubai Creek, între stațiile de abra din Bastakiya și Baniyas Road.
Agenția de Transport Maritim a implementat și Sistemul Dubai Water Bus. Acesta constă în bărci complet climatizate care oferă servicii de transport către destinații selectate de-a lungul canalului. De asemenea, turiștii pot beneficia de facilități oferite de autobuzul de apă turistic din Dubai. Cea mai recentă adăugire la sistemul de transport pe apă este Taxiul de Apă. Taxiurile de Apă pot transporta maximum 20 de pasageri simultan, oferind o călătorie confortabilă de-a lungul Al Mamzar și Dubai Marina, prin Dubai Creek. Sistemul include 40 de puncte de îmbarcare în tot orașul.
Dubai își intensifică activitatea logistică și portuară pentru a participa la comerțul dintre Europa și China sau Africa, pe lângă transportul de petrol. În acest scop, porturi precum Portul Jebel Ali sau Mina Rashid sunt extinse rapid, iar investiții majore sunt realizate în tehnologia acestora. Emiratul face parte istoric și în prezent din Drumul Mătăsii Maritim, care leagă coasta Chinei de sud prin sudul Indiei până la Mombasa, de acolo prin Marea Roșie, traversând Canalul Suez către Marea Mediterană, apoi spre regiunea Adriatică Superioară, până la hub-ul italian din nord, Trieste, cu conexiuni feroviare către Europa Centrală, de Est și Marea Nordului.

## Cultură

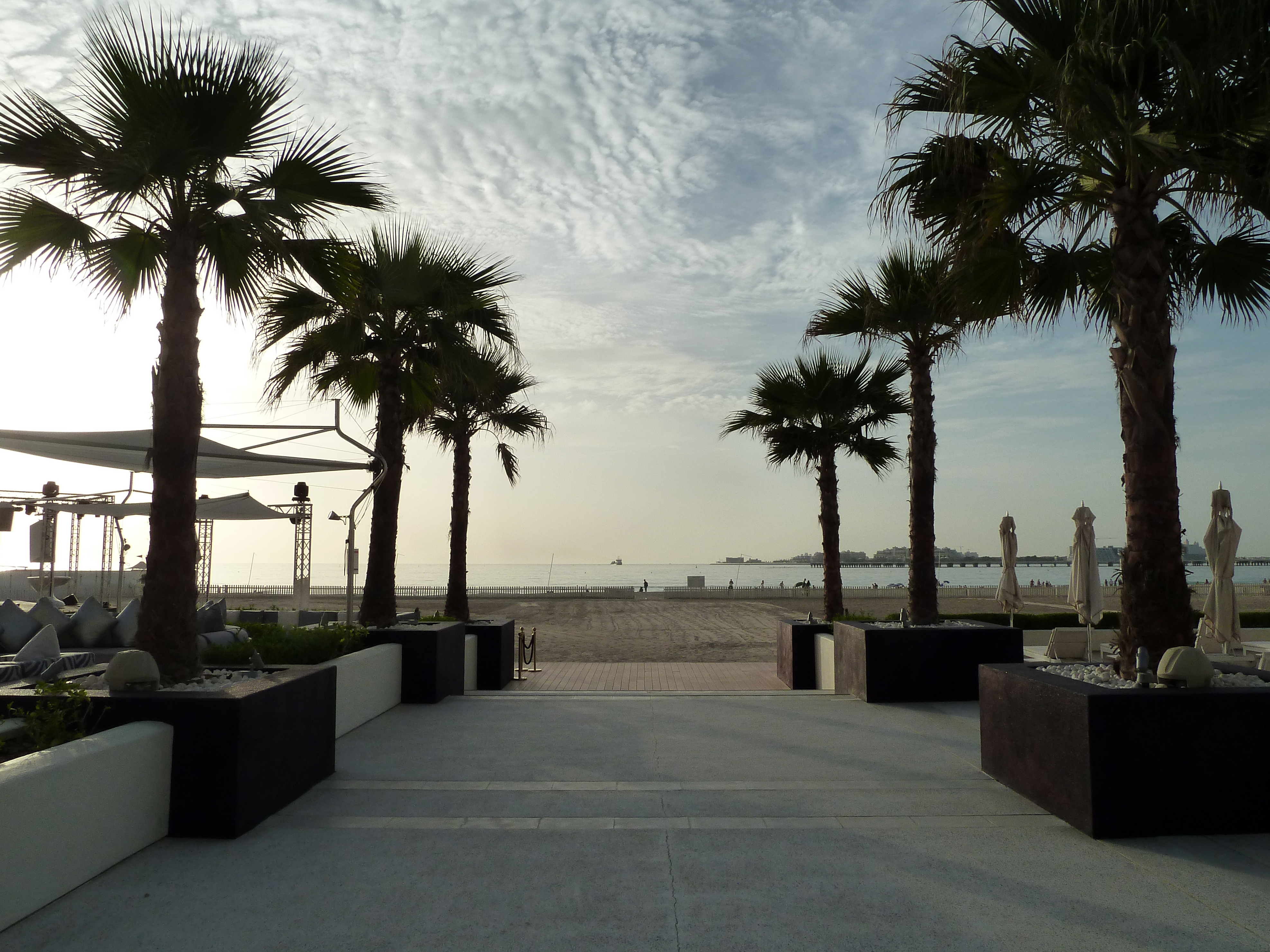
Meydan Beach Club, Jumeirah

Cultura EAU reflectă în principal cultura tradițională arabă. Influența culturii arabe și islamice asupra arhitecturii, muzicii, vestimentației, bucătăriei și stilului de viață este foarte evidentă. De cinci ori pe zi, musulmanii sunt chemați la rugăciune din minaretele moscheilor răspândite în toată țara. Sărbătorile importante din Dubai includ Eid al-Fitr, care marchează sfârșitul Ramadanului, și Ziua Națională (2 decembrie), care celebrează formarea Emiratelor Arabe Unite.
Amprenta culturală a orașului, inițial o comunitate mică și omogenă etnic, axată pe pescuitul de perle, s-a schimbat odată cu sosirea altor grupuri etnice și naționale – mai întâi iranienii, la începutul anilor 1900, iar mai târziu indieni și pakistanezi în anii 1960. În 2005, 84% din populația metropolitană a Dubaiului era formată din persoane născute în afara țării, aproximativ jumătate dintre acestea fiind din India.
Între 2006 și 2022, weekendul era format din zilele de vineri și sâmbătă, ca un compromis între sacralitatea zilei de vineri pentru musulmani și weekendul occidental, sâmbătă și duminică. Înainte de 2006, weekendul era joi-vineri. Pe 1 ianuarie 2022, Dubai a trecut la o săptămână de lucru de patru zile și jumătate, weekendul incluzând după-amiaza de vineri, sâmbătă și duminică. Datorită abordării turistice a multor antreprenori din Dubai și standardului ridicat de viață, cultura orașului a evoluat treptat spre un stil de viață centrat pe lux, opulență și extravaganță, acordând o importanță deosebită plăcerilor și distracțiilor.
Dubai este cunoscut pentru viața sa de noapte. Cluburile și barurile se află în mare parte în hoteluri din cauza legislației privind alcoolul. The New York Times a descris Dubaiul ca „genul de oraș unde ai putea să-l întâlnești pe Michael Jordan la Buddha Bar sau să dai peste Naomi Campbell sărbătorindu-și ziua de naștere cu o petrecere de mai multe zile”.
Evenimentele anuale de divertisment, cum ar fi Festivalul de Shopping din Dubai (DSF) și Dubai Summer Surprises (DSS), atrag peste 4 milioane de vizitatori din întreaga regiune și generează venituri de peste 2,7 miliarde de dolari. Asociația Internațională a Festivalurilor și Evenimentelor (IFEA), cea mai importantă organizație de profil din lume, a desemnat Dubaiul drept IFEA World Festival and Event City în 2012, în categoria orașelor cu o populație de peste un milion de locuitori.
Marile centre comerciale din oraș, precum Deira City Centre, Mirdiff City Centre, BurJuman, Mall of the Emirates, Dubai Mall (al doilea cel mai mare mall din lume), Dubai Marina Mall, Dubai Hills Mall, Dragon Mart, Dubai Festival City Mall și Ibn Battuta Mall, precum și bazarurile tradiționale, cum ar fi Dubai Gold Souk, Al Souk Al Kabir (cunoscut ca Meena Bazaar) și alte souk-uri, atrag cumpărători din întreaga regiune.

### Gastronomie

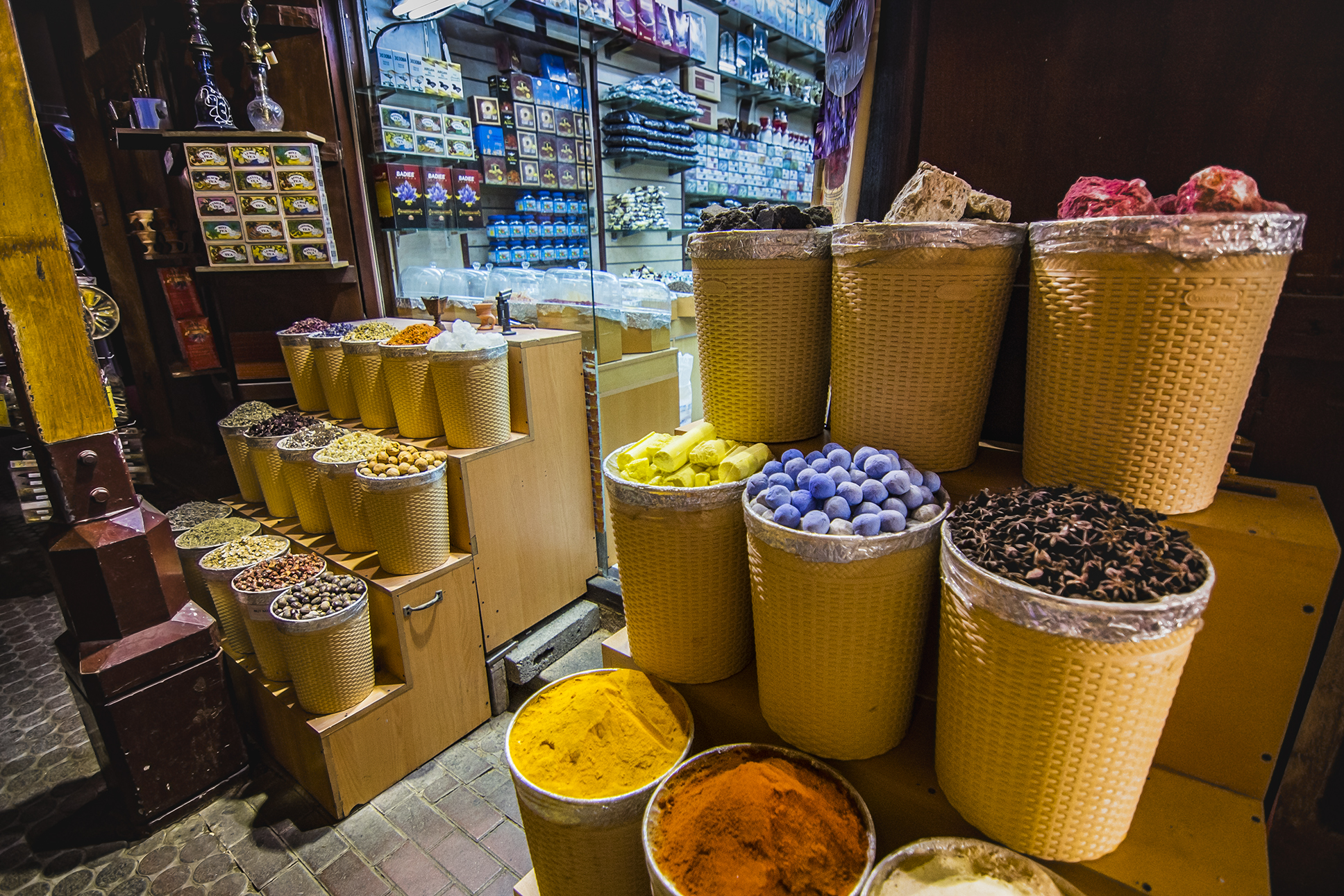
Condimente tradiționale din Orientul Mijlociu la Dubai Spice Souk din Deira, Vechiul Dubai

Bucătăria arabă este foarte populară și poate fi găsită peste tot în oraș, de la micile restaurante cu shawarma din Deira și Al Karama până la restaurantele din hotelurile din Dubai. Bucătăria fast-food, sud-asiatică și chineză este, de asemenea, foarte populară și larg disponibilă. Vânzarea și consumul de carne de porc sunt reglementate și sunt legal permise doar pentru non-musulmani, în zone desemnate din supermarketuri și aeroporturi. În mod similar, vânzarea băuturilor alcoolice este reglementată. Este necesar un permis special pentru achiziționarea de alcool; cu toate acestea, băuturile alcoolice sunt disponibile în barurile și restaurantele din hoteluri. Boutique-urile de shisha și qahwa sunt, de asemenea, populare în Dubai. Biryani este o mâncare foarte apreciată în Dubai, fiind preferată în special de comunitățile indiene și pakistaneze din oraș.
Primul Festival de Mâncare din Dubai a avut loc între 21 februarie și 15 martie 2014. Potrivit revistei Vision, evenimentul a avut ca scop consolidarea și celebrarea poziției Dubaiului ca capitală gastronomică a regiunii. Festivalul a fost conceput pentru a prezenta varietatea de arome și bucătării disponibile în Dubai, reunind preparate din peste 200 de naționalități. Următorul festival culinar a avut loc între 23 februarie și 11 martie 2017.

### Divertisment
Dubai Opera și-a deschis porțile pe 31 august 2016 în Downtown Dubai, inaugurarea fiind marcată de un spectacol susținut de Plácido Domingo. Locația este un centru de arte performative multifuncțional, cu o capacitate de 2000 de locuri, care poate găzdui nu doar spectacole de teatru, concerte și opere, ci și nunți, cine festive, banchete și conferințe. Filmele arabe sunt populare în Dubai și în EAU. Din 2004, orașul găzduiește anual Festivalul Internațional de Film din Dubai, care oferă o platformă de promovare pentru talentele din cinematografia arabă și din Orientul Mijlociu. Festivalul de Rock din Deșertul Dubai, care reunea artiști de Heavy metal și Rock, a fost un alt eveniment important, dar nu mai are loc în prezent.
Un aspect mai puțin cunoscut al Dubaiului este importanța scenei galeriilor de artă contemporană dedicate tinerilor artiști. Din 2008, galerii de renume, precum Carbon 12 Dubai, Green Art, Galerie Isabelle van den Eynde și The Third Line, au adus orașul pe harta internațională a artei. Art Dubai, un târg de artă în creștere și cu o reputație solidă în regiune, contribuie semnificativ la dezvoltarea scenei artei contemporane. Teatrul de Artă Digitală din Dubai (ToDA), deschis în 2020, prezintă artă digitală imersivă, inclusiv lucrări contemporane.

### Media

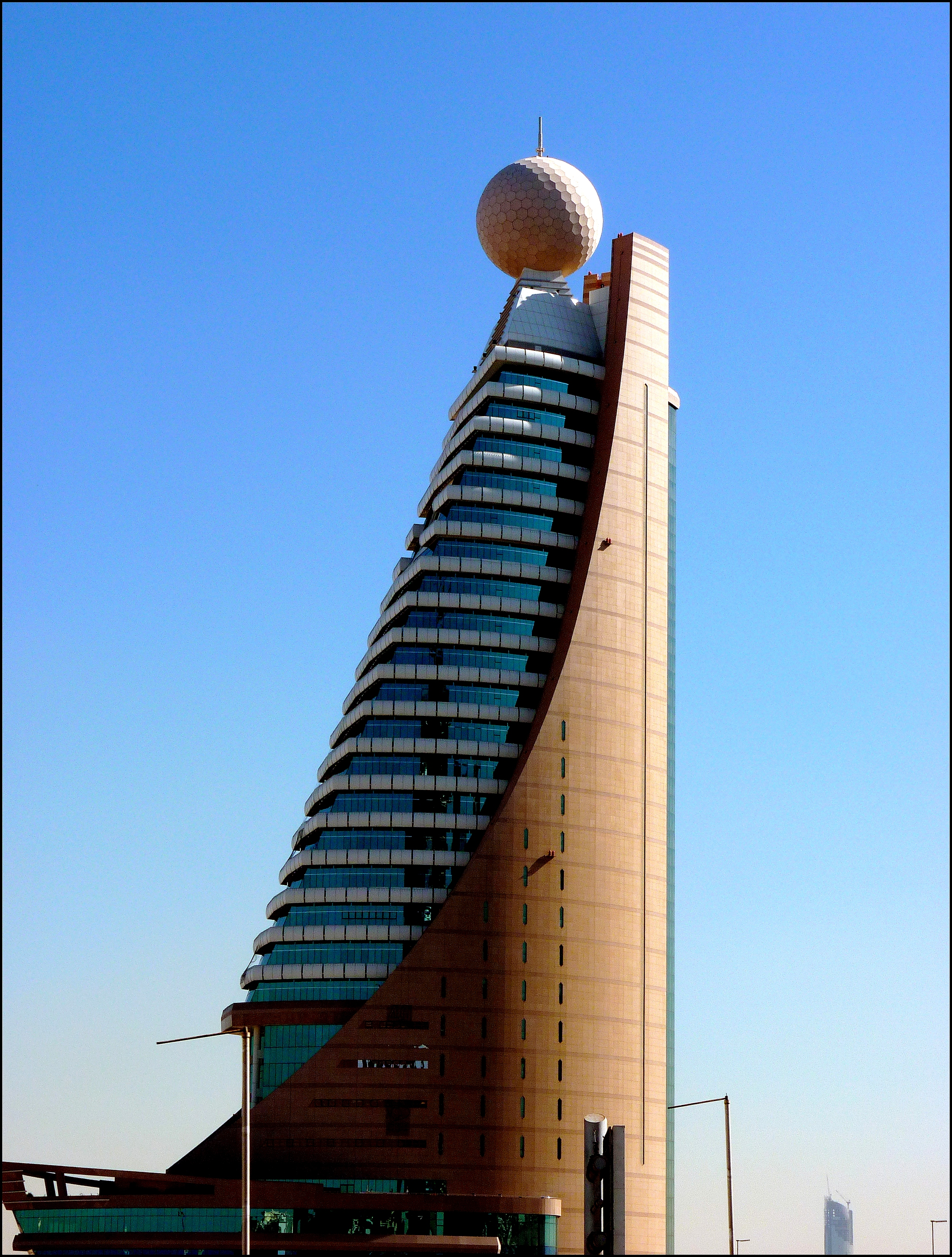
Sediul Etisalat din Dubai

Numeroase agenții internaționale de știri, precum Reuters, APTN, Bloomberg L.P. și Middle East Broadcasting Centre (MBC), își desfășoară activitatea în Dubai Media City și Dubai Internet City. De asemenea, mai multe rețele locale de televiziune, cum ar fi Dubai One (fostul Channel 33) și Dubai TV (EDTV), oferă programe în limba engleză și arabă. Dubai este, totodată, sediul mai multor publicații tipărite. Cele mai mari ziare în limba arabă, cu circulație largă, sunt Dar Al Khaleej, Al Bayan și Al Ittihad, în timp ce Gulf News, Khaleej Times, Khaleej Mag și 7days sunt cele mai populare publicații în limba engleză.
Etisalat, furnizorul de telecomunicații deținut de guvern, a avut un monopol virtual asupra serviciilor de telecomunicații în Dubai înainte de apariția altor companii mai mici, cum ar fi Emirates Integrated Telecommunications Company (EITC – cunoscută sub numele de Du) în 2006. Internetul a fost introdus în Emiratele Arabe Unite (și implicit în Dubai) în 1995. Rețeaua are o lățime de bandă de internet de 7,5 Gbit/s, cu o capacitate de 49 de conexiuni STM1. Dubai găzduiește două dintre cele patru centre de date pentru Sistemul de Nume de Domeniu (DNS) din țară (DXBNIC1, DXBNIC2).
Cenzura este frecventă în Dubai și utilizată de guvern pentru a controla conținutul considerat nepotrivit din punct de vedere cultural și politic. Homosexualitatea, drogurile și teoria evoluției sunt, în general, considerate subiecte tabu. Conținutul online este reglementat, iar Etisalat utilizează un server proxy pentru a filtra site-urile web pe care guvernul le consideră contrare valorilor țării. Printre acestea se numără site-uri care oferă informații despre cum să ocolești proxy-ul, site-uri de dating, rețele pentru comunități LGBTQ+, pornografie și, anterior, site-uri cu origine israeliană.
Emirates Media and Internet (o divizie a Etisalat) a raportat în 2002 că 76% dintre utilizatorii de internet erau bărbați. Aproximativ 60% dintre utilizatori erau asiatici, iar 25% arabi. În 2002, Dubai a adoptat o Lege privind Tranzacțiile Electronice și Comerțul Electronic, care reglementează semnăturile digitale și registrele electronice. Aceasta interzice furnizorilor de servicii de internet (ISP) să dezvăluie informațiile colectate în cadrul furnizării serviciilor. Codul penal include prevederi oficiale care interzic accesul digital la pornografie, dar nu abordează în mod explicit criminalitatea cibernetică sau protecția datelor.
În 2019, artista italiană Princess Bee a produs Hi Dubai, primul format cross-media care dezvăluie „sufletul orașului” prin viața și experiențele de lucru ale 25 de femei emirateze și expate. Seria a promovat, de asemenea, stilul de viață din Emirate și evenimentele principale pentru a atrage tinerii să viziteze și să locuiască în Dubai. Hi Dubai a fost difuzat pe canalul național Dubai One TV, în prime time, după Știrile Naționale, în săptămâna Zilei Naționale a EAU. Ulterior, seria a fost distribuită online pe Dubai Post și în timpul zborurilor Emirates Airlines, prin platforma ICE.

### Sport

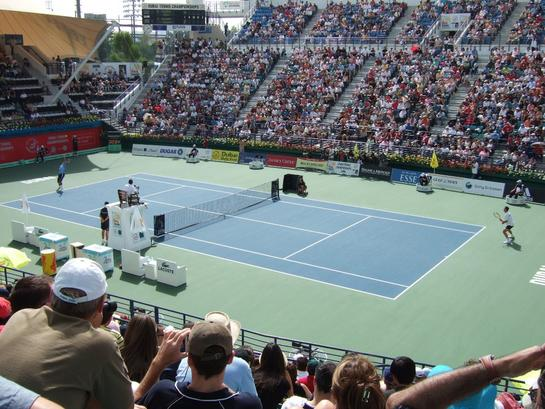
Stadionul de tenis din Dubai

Fotbalul și cricketul sunt cele mai populare sporturi în Dubai. Sediul Consiliului Internațional de Cricket (International Cricket Council) se află în Dubai. Trei echipe de fotbal (Al Wasl FC, Shabab Al-Ahli Dubai FC și Al Nasr SC) reprezintă Dubaiul în Pro-Liga EAU. Al-Wasl are al doilea cel mai mare număr de campionate în Liga EAU, după Al Ain.
Dubai găzduiește anual turneele de tenis Dubai Tennis Championships și The Legends Rock Dubai, precum și turneul de golf Dubai Desert Classic și DP World Tour Championship, care atrag vedete sportive din întreaga lume. Dubai World Cup, o cursă de cai pursânge, are loc anual pe hipodromul Meydan. Echipa de baschet de top a orașului a fost tradițional Shabab Al Ahli Basket. Dubai găzduiește, de asemenea, turneul tradițional de rugby Dubai Sevens, parte din Seria Mondială de Rugby 7. În 2009, Dubai a găzduit Cupa Mondială de Rugby Sevens.
Cursele auto sunt, de asemenea, un sport important în Dubai; Dubai Autodrome găzduiește numeroase evenimente de curse auto pe tot parcursul anului. Alte evenimente sportive din Dubai includ Dubai Run, parte a Dubai Fitness Challenge, cea mai mare cursă gratuită de alergare din lume, fiind unul dintre punctele centrale ale acestei inițiative lansate în 2017. De asemenea, Dubai Autodrome include un Kartdrome modern, atât în interior, cât și în aer liber, popular printre pasionații de curse și riderii recreativi.
Competiția de cricket Indian Premier League s-a desfășurat în Emiratele Arabe Unite în 2020 din cauza pandemiei de COVID-19. Pe 12 iunie, Tommy Fleetwood, de șapte ori câștigător al DP World Tour, a fost declarat Ambasador Global al World Global Tour.

### Cod vestimentar

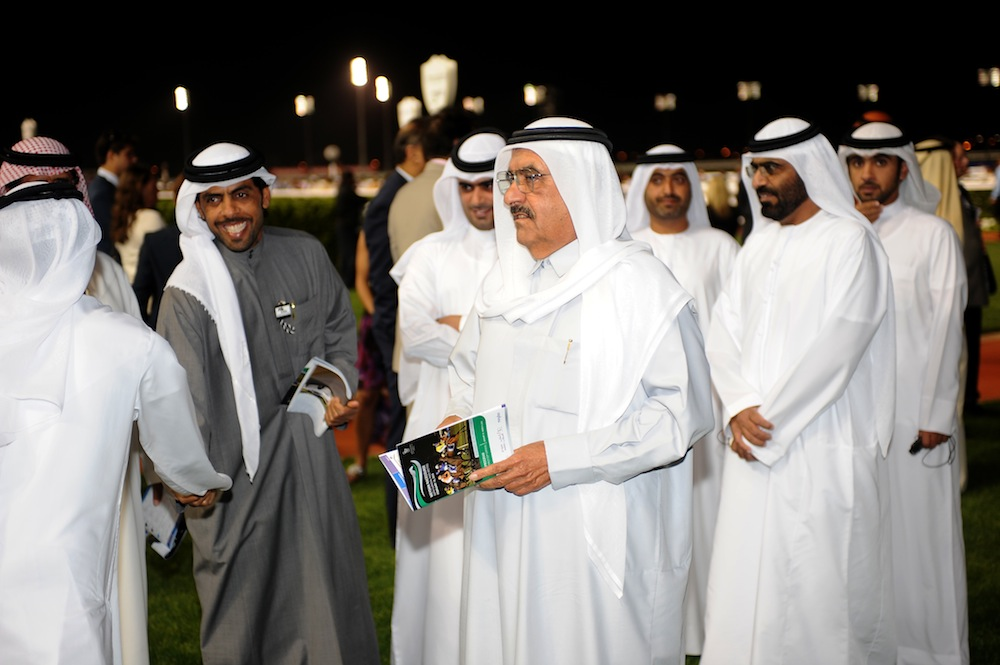
Bărbați care poartă kandurah și ghotrah tradițional.

Îmbrăcămintea tradițională din Emiratele Arabe Unite este specifică mai multor țări din Peninsula Arabică. Femeile poartă de obicei „abaya”, o robă lungă neagră, împreună cu un hijab (eșarfa care acoperă gâtul și o parte a capului – tot părul și urechile). Unele femei pot adăuga un niqab, care acoperă gura și nasul, lăsând descoperiți doar ochii. Bărbații poartă „kandurah”, cunoscută și sub denumirile de „dishdasha” sau „thawb” (o robă lungă albă), și eșarfa tradițională pentru cap (ghutrah). Ghutrah-ul tradițional din EAU este alb și este fixat cu un accesoriu numit „egal”, care seamănă cu un cordon negru. Emiratezii tineri preferă adesea ghutrah-ul alb cu roșu și îl leagă în jurul capului sub formă de turban.
Acest cod vestimentar nu este niciodată obligatoriu, iar multe persoane poartă fără probleme haine occidentale sau din alte culturi estice. Totuși, interdicțiile privind „îmbrăcămintea indecentă” sau expunerea excesivă a pielii sunt aspecte la care vizitatorii din Dubai trebuie să se conformeze și sunt reglementate în legislația penală a Emiratelor. În majoritatea locurilor publice din EAU, cu excepția parcurilor acvatice, plajelor, cluburilor și barurilor, sunt aplicate reguli privind decența vestimentară.

## Educație

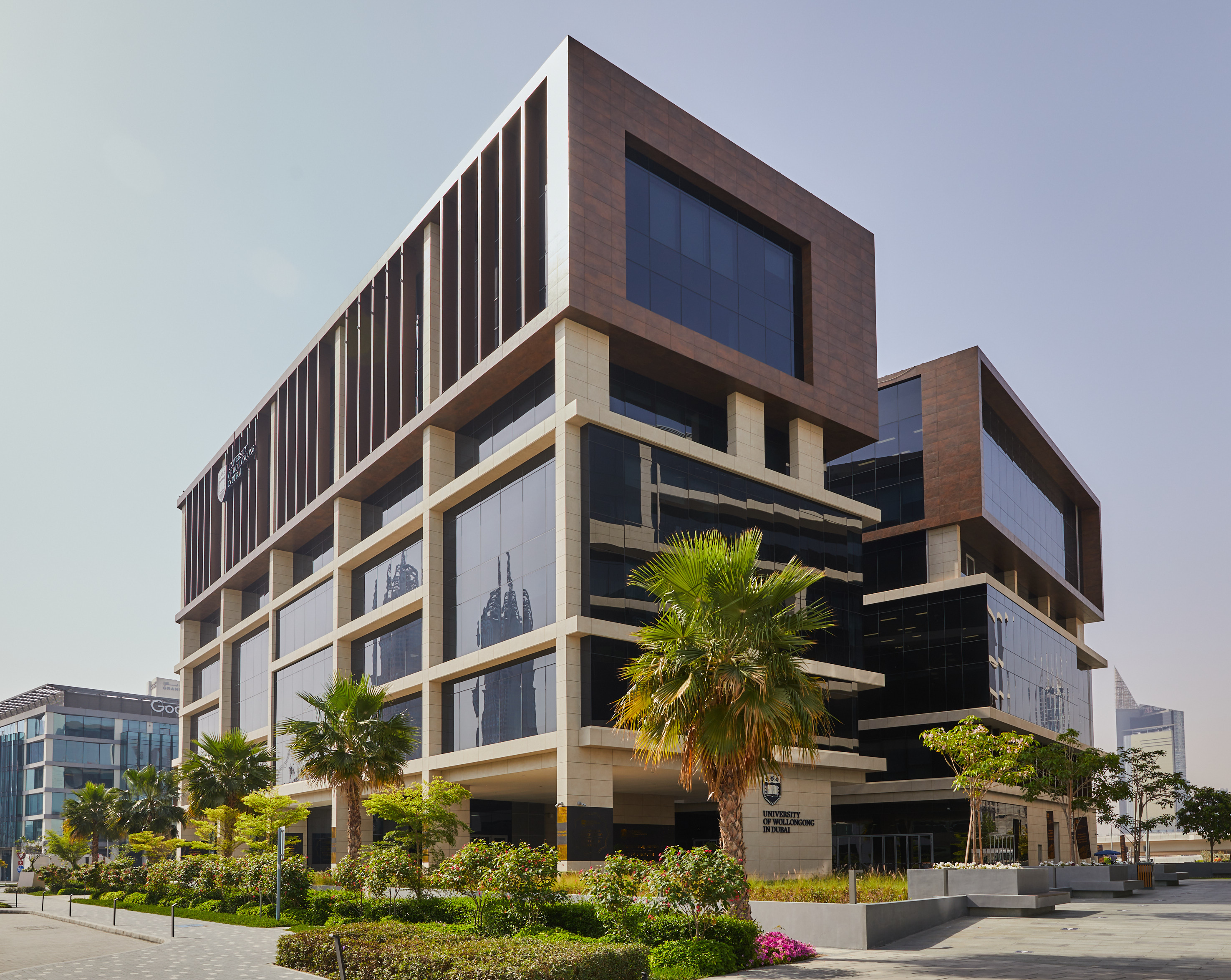
Universitatea Wollongong din Dubai

Sistemul de învățământ din Dubai urmează modelul Emiratelor Arabe Unite. Începând cu anul 2009, există 79 de școli publice administrate de Ministerul Educației, care deservesc cetățenii emiratezi și expatriații arabi, precum și 207 școli private. În școlile publice, limba de predare este araba, cu accent pe engleză ca a doua limbă, în timp ce majoritatea școlilor private folosesc engleza ca limbă principală de predare. În prezent, doar Școala Internațională Științifică Elvețiană din Dubai susține că oferă programe paralele în diferite limbi – bilingv engleză/franceză sau engleză/germană. Majoritatea școlilor private se adresează uneia sau mai multor comunități de expatriați. Aproximativ 36 de școli oferă educație internațională utilizând unul sau mai multe dintre cele patru programe de Bacalaureat Internațional (IB) pentru elevi cu vârste între 3 și 19 ani. În prezent, 15 școli au introdus Programul de Carieră IB, care poate fi combinat cu o calificare vocațională, cum ar fi BTEC.
Deși în Dubai există mai multe școli care urmează curriculumul britanic decât orice altă variantă, mai mulți elevi urmează școli cu curriculum indian, care tind să fie considerabil mai mari și mai accesibile ca preț. Emiratul are 34 de școli cu curriculum indian, majoritatea oferind CBSE, iar câteva respectând programa ICSE. Exemple de școli cu curriculum indian includ IHS, DPS și DMHS. Există și un număr mic de școli pakistaneze care oferă curriculum-ul FBISE pentru copiii expatriați.
Un total de 18 școli oferă educație primară britanică până la vârsta de 11 ani. Există 64 de școli care oferă o variantă a curriculumului britanic pentru învățământul secundar, fie GCSE și A-Level, fie I/GCSE până la 16 ani, urmate de diploma IB post-16 ani. În prezent, nicio școală din EAU nu oferă opțiunea de a alege între IB și A-Level la 16 ani, dar mai multe școli intenționează să implementeze această posibilitate. Școli secundare britanice pentru elevi de 11-18 ani care oferă GCSE și A-Levels includ Dubai College, Dubai British School și English Language School Pvt. Alte școli, precum American School of Dubai, oferă curriculum-ul Statelor Unite.
Dubai are un organism activ de reglementare a educației, KHDA, cunoscut mai ales pentru evaluările școlilor, dar care are un mandat larg în privința îmbunătățirii școlilor din emirat. Inspecțiile acestuia sunt cu adevărat relevante, iar calitatea școlilor a crescut datorită implementării acestor evaluări. În prezent, 17 școli sunt clasificate ca „Outstanding” (2020), iar alte 40 ca „Very Good”. În general, părinții evaluează pozitiv școlile.
Conform KHDA (2024), cele mai mari 10 universități din Dubai după numărul de studenți sunt Middlesex University Dubai, Heriot-Watt University Dubai, University of Wollongong in Dubai, Manipal Academy of Higher Education Dubai, American University in Dubai, S P Jain School of Global Management, Rochester Institute of Technology Dubai, Amity University Dubai, University of Birmingham Dubai și Birla Institute of Technology and Science Pilani Dubai. Acestea oferă cursuri în toate domeniile principale, cele mai populare fiind Afaceri, urmate de Tehnologia Informației și Inginerie. Majoritatea universităților din Dubai sunt situate în cele două zone educaționale (Knowledge Village sau Academic City). În 2013, Synergy University Dubai Campus și-a deschis campusul în Jumeirah Lakes Towers, devenind prima universitate din Dubai situată în afara zonelor educaționale.
Doar patru universități din Dubai sunt incluse în clasamentul QS World University Rankings 2024/2025. Pentru a evalua mai multe universități din EAU, Ministerul Educației a lansat Cadrul Național de Clasificare a Instituțiilor de Învățământ Superior, care clasifică universitățile din Emirate pe baza cercetării și predării. Dintre cele mai mari 10 universități din Dubai, University of Wollongong in Dubai, American University in Dubai și Rochester Institute of Technology Dubai au fost clasificate ca „Foarte Bune” în acest cadru.

## Sistemul de sănătate

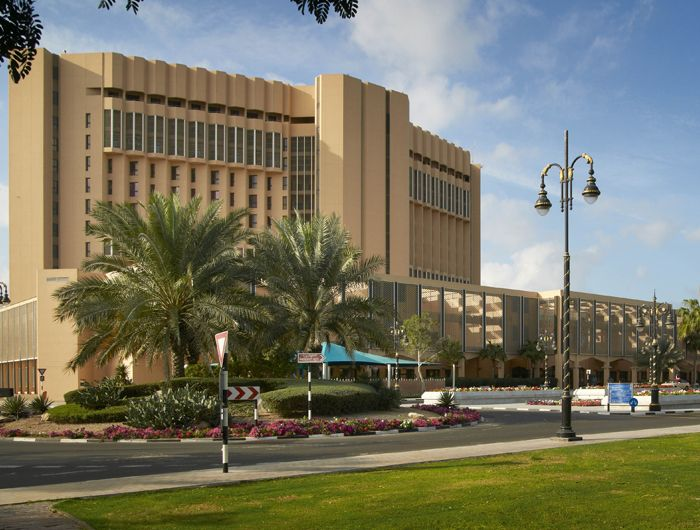
Spitalul Dubai

Sistemul de sănătate din Dubai este împărțit în două sectoare distincte: public și privat. Fiecare emirat are posibilitatea de a stabili standardele pentru sistemul de sănătate în conformitate cu legile interne, deși diferențele între standarde și reglementări sunt rareori majore. Primele spitale publice din Dubai au fost construite la sfârșitul anilor 1950, continuând să se dezvolte prin inițiative publice de sănătate. În prezent, în Dubai există 28 de spitale, dintre care 6 sunt publice și 22 private, iar încă 3 spitale mari sunt programate să fie construite până în 2025.
Până la sfârșitul anului 2012, existau în total 1.348 de clinici medicale, dintre care 97% erau operate privat. În 2015, Dubai a introdus treptat asigurarea de sănătate obligatorie pentru toți locuitorii, ceea ce a dus la o creștere a cererii pentru servicii medicale.
Dubai Hospital este un spital public din Dubai și face parte din Departamentul de Sănătate și Servicii Medicale din Dubai. Deși decizia de a construi Dubai Hospital a fost luată în 1977, spitalul a început să primească pacienți abia în martie 1983. Spitalul are 14 etaje, dintre care primele două sunt dedicate secțiilor de urgențe și ambulatoriu, iar celelalte zece sunt pentru saloanele de spitalizare.

## Orașe înfrățite
- Baghdad, Irak
- Barcelona, Spania[220]
- Beirut, Lebanon [221]
- Brisbane, Australia
- Busan, Coreea de Sud
- Caracas, Venezuela
- Detroit, Michigan, USA[222]
- Dundee, Scoția, Regatul Unit
- Damasc, Siria
- Frankfurt, Germania[223]
- Gold Coast, Queensland, Australia[224]
- Granada, Spania[225]
- Guangzhou, China[226]
- Istanbul, Turcia
- Kish Island, Iran
- Kuwait City, Kuwait
- Los Angeles, California, USA[227]
- Monterrey, Nuevo León, Mexic
- Moscova, Rusia
- Osaka, Japonia
- Phoenix, Arizona, SUA[228][229]
- San Juan, Puerto Rico, SUA
- Tehran, Iran
- Tripoli, Libia
- Karachi, Pakistan
- Gandhinagar, India